# Dragon 32, Dragon 64
Dragon 32 und Dragon 64 sind auf dem 6809E-Mikroprozessor  basierende Heimcomputer des walisischen Herstellers Dragon Data Ltd. Die Unterschiede in der Namensgebung der beiden Modelle beziehen sich auf die Konfiguration des Arbeitsspeichers (RAM) im Auslieferungszustand, nämlich 32 oder 64 Kilobyte (KB).
Der Dragon 32 wurde Ende 1981 als  überdurchschnittlich leistungsfähiges Gerät für das untere Preissegment des rasch wachsenden britischen Heimcomputermarktes konzipiert. Im Gegensatz zu seinen direkten Konkurrenzmodellen Sinclair ZX Spectrum und Acorn BBC Micro mit Z80- bzw. 6502-Mikroprozessor setzte Dragon Data Ltd. seine Hoffnungen auf den in Europa wenig beachteten 6809-Mikroprozessor. Sein Einsatz war hauptsächlich durch die größere Leistungsfähigkeit und nicht zuletzt durch günstige Verkaufskonditionen seitens des Herstellers Motorola motiviert. Die große Ähnlichkeit der ersten Prototypen des Dragon 32 mit dem US-amerikanischen Tandy Color Computer sorgte anfänglich für patentrechtliche Verstimmungen, die bis zum Produktionsstart durch kleinere technische Modifikationen ausgeräumt werden konnten. Zudem versah Dragon Data Ltd. seine Computer mit einer erweiterten Version der Programmiersprache Microsoft BASIC, die eine einfache Benutzung der umfangreichen Grafikmöglichkeiten erlaubt.
Die Markteinführung des Dragon 32 erfolgte im August 1982 in Großbritannien. In Deutschland wurde das Gerät durch die Noris Computer-Vertriebs-GmbH (Norcom) ab Anfang 1983 in den Handel gebracht. Der Dragon 64 kam im September in den USA und im November in Europa hinzu. Beide wurden bis 1984 von Dragon Data Ltd. und dessen US-amerikanischem Lizenznehmer Tano Microcomputer Products Corp. produziert. Nach der Insolvenz von Dragon Data Ltd. führte das spanische Unternehmen Eurohard S.A. die um modifizierte Geräte erweiterte Produktion bis Mai 1986 fort.
Dragon 32 und 64 sind zu den verschiedenen Modellen des Tandy Color Computers weitestgehend softwarekompatibel.

## Geschichte
Zur Abwendung wirtschaftlicher Schwierigkeiten beschloss der britische Spielzeughersteller Mettoy Anfang der 1980er-Jahre, mit einem eigenen Gerät in den rasch wachsenden lukrativen Markt der Heimcomputer einzusteigen. Mit der Umsetzung des Projekts wurde die 1981 eigens dafür gegründete Tochtergesellschaft Dragon Data Ltd., die auch namensgebend für das zu entwickelnde Produkt sein sollte, betraut.

### Entwicklung und Prototypen

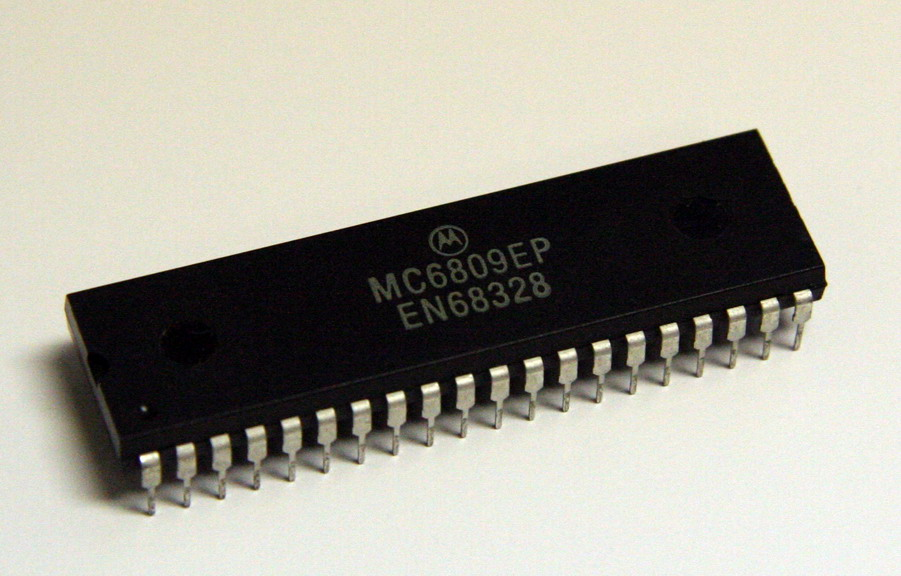
6809E-Mikroprozessor von Motorola

Eine der Vorgaben für die von Mettoy im Oktober 1981 beauftragten Entwickler von PA Technology (PAT) of Cambridge war die Forderung nach einer leistungsfähigen und preiswerten Alternative zu den damals in Großbritannien populären Heimcomputern mit einer auf dem Z80- oder 6502-Mikroprozessor basierenden Systemarchitektur. Die Entscheidung fiel auf den von der europäischen Computerbranche wenig beachteten 6809E-Mikroprozessor von Motorola, der herausragende Grafikfähigkeiten des zu entwickelnden Computers versprach. Des Weiteren sollte aus Effizienzgründen zu dessen Betrieb auf einen Standardchipsatz mit Speicherverwaltungs- und Peripheriebausteinen von Motorola zurückgegriffen werden, der auch im bereits 1980 in den USA eingeführten Tandy Color Computer zum Einsatz kam. Zur Vermeidung absehbarer patentrechtlicher Probleme mit diesem Nachbau und im Hinblick auf leichte Bedienbarkeit änderten die Entwickler einige technische Details. Beispielsweise wurde die Druckerschnittstelle parallel ausgeführt, die Benutzung von 64 KB Arbeitsspeicher ermöglicht und Tandys unhandliche Gummitastatur durch eine vollwertige Schreibmaschinentastatur ersetzt. Analog den Produkten anderer Hersteller sollte der Rechner über eine eingebaute höhere Programmiersprache verfügen. Die Wahl fiel dabei auf ein speziell angepasstes Extended Microsoft BASIC, das den einfachen Einsatz von hochaufgelöster Grafik erlaubt.
Das fertige Vorserienmuster des Dragon 32 mit dem internen Codenamen „Pippin“ und 16 KB RAM wurde nach etwa dreimonatiger Entwicklungszeit Weihnachten 1981 der Geschäftsführung von Mettoy vorgestellt, abgenommen und anschließend durch PA Technology of Cambridge zur Serienreife gebracht. Nachdem bereits ein Großteil der ersten 10.000 Hauptplatinen durch den Zulieferer Race-Electronics hergestellt worden war, erfolgte insbesondere mit Hinblick auf den konkurrierenden ZX Spectrum von Sinclair und den BBC Micro von Acorn kurz vor Auslieferung aus Mettoys Endmontagefabrik im walisischen Swansea eine nachträgliche Aufstockung des Arbeitsspeichers um weitere 16 KB auf insgesamt 32 KB.

### Vermarktung des Dragon 32

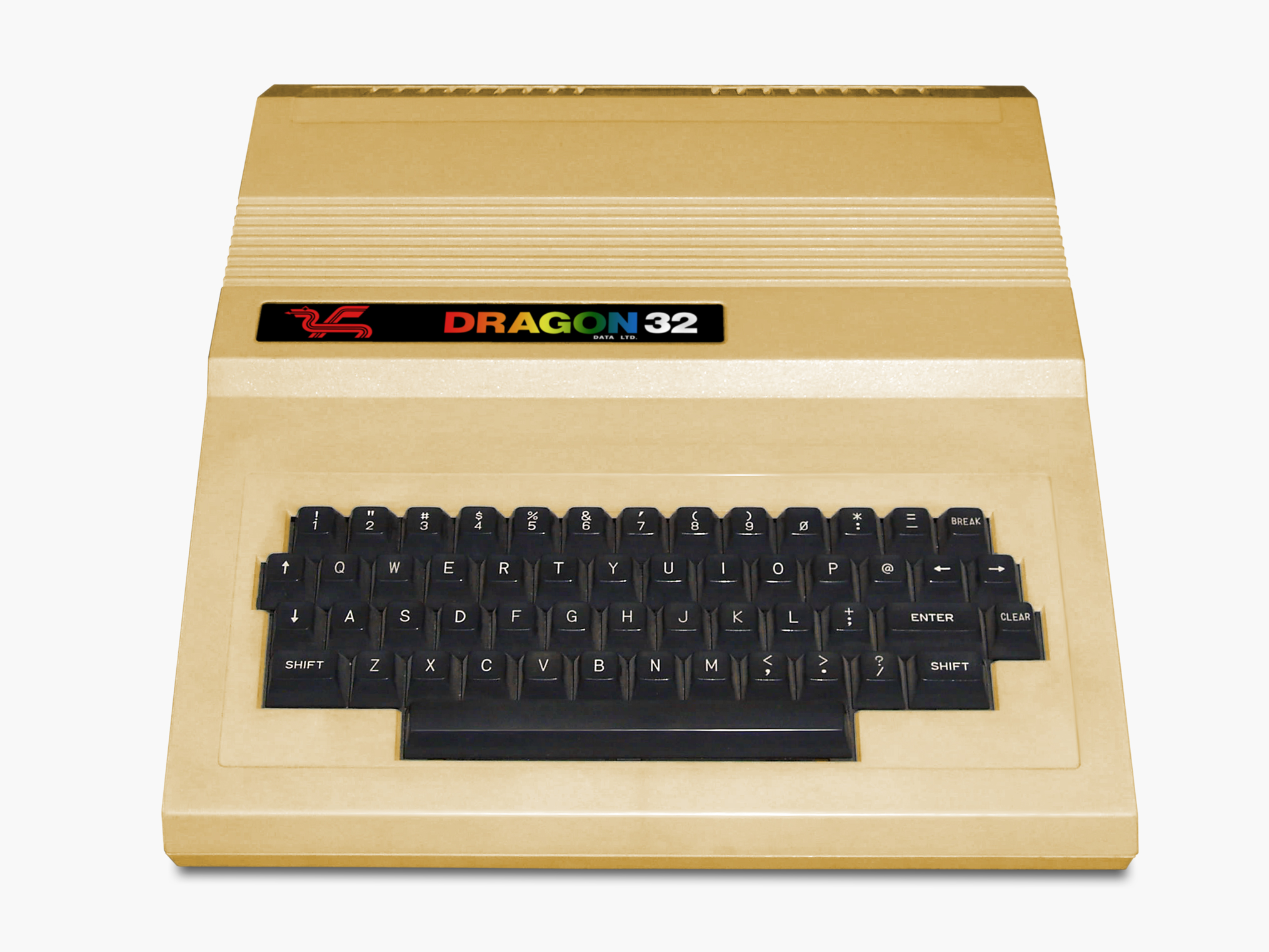
Dragon 32

Die ersten als „Familiencomputer“ beworbenen Geräte kamen im August 1982 für 199 Pfund Sterling in die britischen Verkaufsfilialen verschiedener Warenhausketten. Aufgrund der guten technischen Ausstattung des Dragon 32 und durch Lieferschwierigkeiten bei Commodore, Sinclair und Acorn konnten in den ersten sechs Verkaufsmonaten insbesondere durch das Weihnachtsgeschäft etwa 32.000 Geräte abgesetzt werden. Beflügelt von diesem großen Erfolg wurde zwischenzeitlich an der Erschließung des gesamten europäischen Marktes gearbeitet. Eigens zu diesem Zweck wurden Niederlassungen wie beispielsweise Dragon Data (France) gegründet und Verträge mit externen Distributoren wie der für den Deutschlandvertrieb gewonnenen Noris Computer Vertriebs-GmbH (Norcom) geschlossen. Eine Besonderheit stellte der finnische Lizenznehmer Finlux dar, der seine Geräte mit einem eigenen Finlux-Typenschild versah.
Trotz gut gehender Computerverkäufe hatten sich die wirtschaftlichen Schwierigkeiten für Mettoy gegen Ende des Jahres 1982 weiter verschärft, so dass die Mehrheitsanteile der Heimcomputersparte Dragon Data Ltd. im November 1982 an ein Konsortium unter Führung des Technologie-Investors Pru-tech veräußert werden mussten; lediglich 18,61 Prozent der Anteile der neu gegründeten Aktiengesellschaft Dragon Data Ltd. verblieben bei Mettoy. Mithilfe des eingebrachten frischen Kapitals in Höhe von 2,4 Mio. Pfund Sterling (etwa 9 Mio. DM) konnte die Produktionskapazität durch ein neues Werk in Kenfig nahe Port Talbot erweitert und an der Entwicklung von Nachfolgemodellen und eines Diskettenlaufwerks für den Dragon 32 weitergearbeitet werden. Daneben fasste Dragon Data Ltd. beispielsweise durch Vorstellung seiner Geräte auf internationalen Fachmessen neue außereuropäische Absatzmärkte und Produktionsstätten ins Auge und forcierte deren Erschließung. Bis Mitte des Jahres 1983 fanden so seit Markteinführung insgesamt über 100.000 Geräte, hauptsächlich in Großbritannien, ihre Abnehmer. Der Dragon 32 hatte sich damit bereits ein Jahr nach seinem Erscheinen als feste Größe auf dem britischen Heimcomputermarkt etabliert, die Verkaufszahlen im Juli 1983 wurden lediglich vom unangefochtenen Marktführer Sinclair ZX Spectrum übertroffen.
Ab Herbst 1983 führte die Steigerung des Produktionsvolumens, mangelnder Nachschub an zeitgemäßer Software und zwischenzeitlich aufgekommene starke Konkurrenz durch den Commodore 64 und Atari 600XL jedoch zu einer Marktsättigung; die angepeilten Verkaufszahlen wurden deutlich verfehlt. Bereits vorproduzierte Geräte konnten nicht verkauft werden und eine erneute Kapitalspritze in Höhe von 2,5 Mio. Pfund Sterling durch Pru-tech, die mit personellen Änderungen in der Leitung von Dragon Data Ltd. einherging, war im September 1983 notwendig geworden. Die neue Führungsebene beschloss umgehend eine Erweiterung der Produktpalette, wobei die baldige Fertigung des bereits in Entwicklung befindlichen Dragon 64 mit 64 KB RAM und RS-232-Anschluss und die des Dragon-Diskettensystems besondere Priorität genoss.

### Vermarktung des Dragon 64

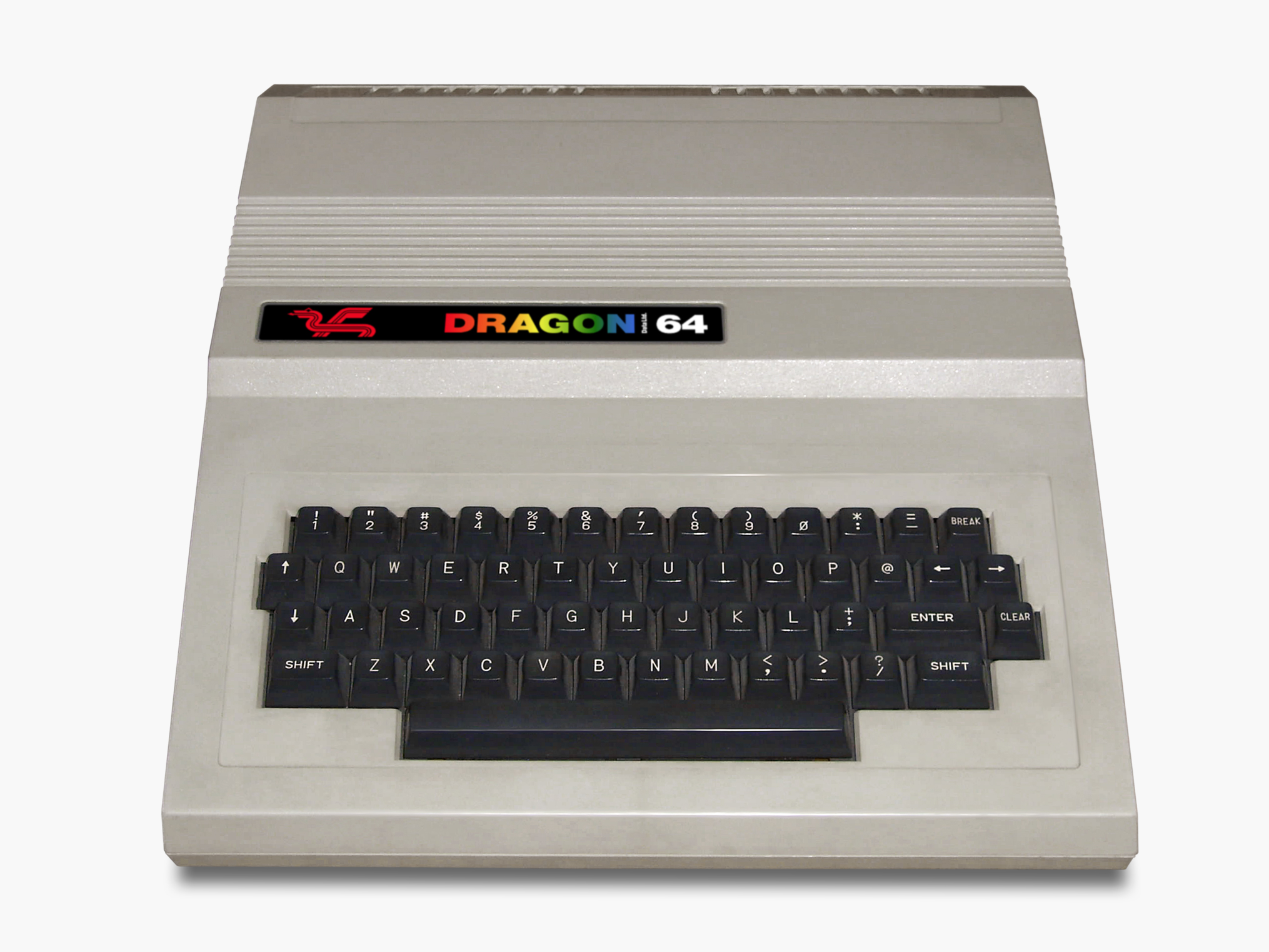
Die Dragon-64-Computer wurden hauptsächlich mit grauem Gehäuse ausgeliefert

Der Verkauf des Dragon 64 begann im September 1983 in den USA und einige Monate später auch in Europa. Vom Dragon 32 wurde daraufhin eine um zusätzliche 32 KB RAM aufgerüstete Variante angeboten und Käufern des alten Modells eine entsprechende Aktualisierung ihrer Geräte bei den Vertragshändlern vor Ort angeboten. Die Aufrüstung erwies sich sowohl in den Fabriken als auch bei den Kundendienstmitarbeitern als zu kostenintensiv. Ab Ende Dezember, rechtzeitig zum Weihnachtsgeschäft, ermöglichte Dragon Data Ltd. den Besitzern eines Dragon 32 daher, ihr Gerät gegen Aufpreis in einen Dragon 64 umzutauschen. Unterstützt werden sollte die Umtauschaktion durch die Veröffentlichung technischer Dokumentationen in Form des Buches Inside the Dragon sowie die Einführung des lange erwarteten Unix-nahen Betriebssystems OS-9, zu dessen Betrieb ein 64-KB-Dragon-Computer mit Diskettenlaufwerk unumgänglich ist. Trotz nun erhältlicher leistungsfähiger Programmiersprachen und Anwendungsprogramme standen viele Dragon-32-Besitzer dem Umtauschangebot ablehnend gegenüber.
Durch die geringer als erwartet ausgefallene Akzeptanz des Dragon 64 im Heimcomputermarkt brach der Verkauf bis Anfang des Jahres 1984 drastisch ein. Zur Vermeidung weiterer absehbarer Einbußen von Marktanteilen wurde daraufhin im Februar 1984 auf Druck der Hauptanteilseigner von Dragon Data Ltd. die Vermarktung der Dragon-Produkte der externen, Pru-tech nahestehenden General Electric Company (GEC) übertragen. Von GEC angestoßene Werbeoffensiven in Zeitschriften und der neue in Großbritannien für die Dragon-64-Computer eingeführte Markenname GEC DRAGON sollten die Wende bringen.
In Westdeutschland kamen der Dragon 64 und das Dragon-Diskettenlaufwerk im Frühjahr 1984 für 1290 DM bzw. 1300 DM zunächst im Exklusivvertrieb von Friedrich M. Hunold auf den Markt; der Aufpreis für den ebenfalls in Westdeutschland angebotenen Umtausch eines Dragon 32 lag zu diesem Zeitpunkt bei 348 DM. Einem breiteren Publikum vorgestellt wurde der Dragon 64 in Westdeutschland jedoch erst im Mai 1984 auf der Hobby-tronic-Messe. Wohl infolge der damit verbundenen angestiegenen Nachfrage übernahm kurz darauf das Unternehmen Norcom mit seinem bereits für den Dragon 32 etablierten Vertriebsnetz auch den Verkauf des Dragon 64 in Westdeutschland.

### Insolvenz von Dragon Data Ltd. und Übernahme durch Eurohard S.A.

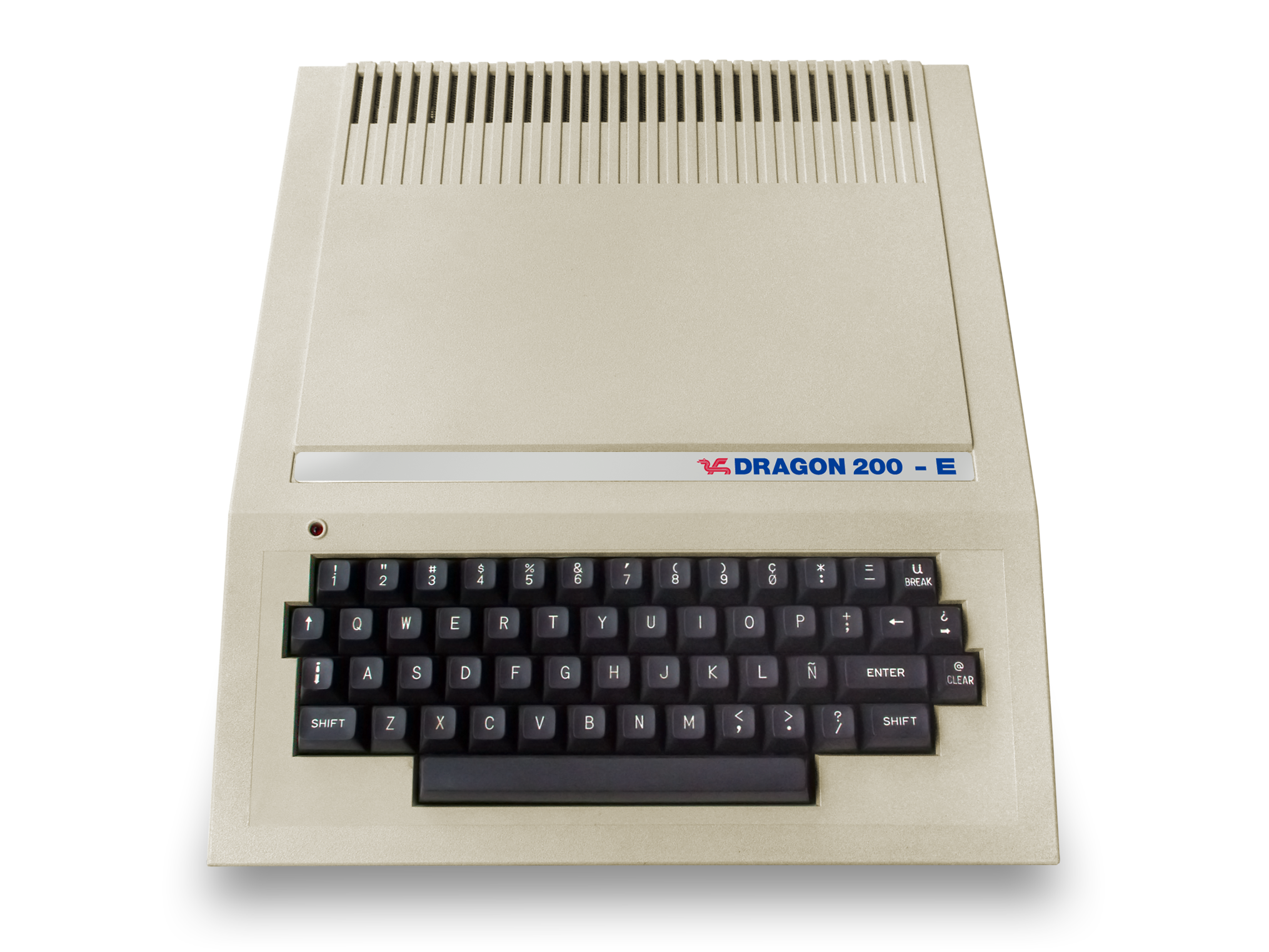
Dragon-200-E-Computer von Eurohard

Den verstärkten Vermarktungsbemühungen von GEC nicht vertrauend, strichen wichtige britische Großabnehmer wie die Warenhauskette British Home Stores Ltd. die Dragon-Computer entweder ganz aus dem Verkaufsprogramm oder aber ergänzten dieses wie etwa bei der Drogeriekette Boots UK Ltd. um weitere Konkurrenzprodukte. Auch lagen die Verkäufe in den USA durch den Lizenznehmer Tano weit hinter den Erwartungen von GEC zurück – es wurden weniger als 5000 Geräte abgesetzt und die wirtschaftlichen Ziele damit deutlich verfehlt. Gleichzeitig fielen enorme Kosten durch den laufenden Produktionsbetrieb und die von GEC vorangetriebene Entwicklung neuer Computermodelle an, so dass sich innerhalb kurzer Zeit erneut hohe Schulden anhäuften. Deren Bedienung durch weitere finanzielle Hilfen verweigerten sich die Hauptanteilseigner um Pru-tech jedoch, so dass Mitte Juni 1984 die Insolvenz von Dragon Data Ltd. unausweichlich wurde.
Obgleich bis zum Zeitpunkt der Insolvenz weltweit insgesamt etwa 200.000 Dragon-Computer ihre Abnehmer gefunden hatten und somit genug potentielle Kundschaft für weitere Produkte und Programme zur Verfügung stand, gestalteten sich die Übernahmeverhandlungen mit den zahlreichen Interessenten schwierig. Die Insolvenzmasse übernahm schließlich Ende Juli 1984 die bis dahin in der Heimcomputerbranche völlig unbekannte spanische Eurohard S.A. für geschätzte 1 Mio. Pfund Sterling, nachdem Verhandlungen beispielsweise mit Tandy Corporation kurz zuvor gescheitert waren. Sämtliche Produktionslinien und Entwicklungsabteilungen aus Port Talbot wurden vom Neubesitzer nach Spanien verlagert. Der Ausverkauf der Lagerbestände von etwa 13.000 Geräten (Computer und Diskettenlaufwerke) im Wert von geschätzten 4 bis 6 Mio. Pfund Sterling oblag GEC, denen auch der zukünftige Vertrieb für Großbritannien bis Frühjahr 1985 vorbehalten war. Als Servicedienstleister für die bestehende Kundschaft und Ansprechpartner für Softwareentwickler fungierte die zuvor von ehemaligen Dragon-Mitarbeitern ausgegründete Touchmaster Limited.
Die spanischen Fertigungsstätten nahmen die Produktion im November 1984 auf und belieferten den europäischen Markt zunächst mit technisch unveränderten Dragon-Geräten. Mehrere Neuerscheinungen wie der Dragon 200, Dragon 200-E und Dragon MSX (Neuentwicklung mit Z80-CPU, inkompatibel zu Dragon 32 und 64) schlossen sich 1985 an und rundeten die Produktpalette ab. Von April 1985 an übernahm der Distributor Compusense Ltd. die Versorgung des neben Spanien größten Absatzmarktes Großbritannien. Im ersten Produktionsjahr verkaufte Eurohard S.A. europaweit etwa 17.000 Geräte, rund weitere 20.000 Geräte gingen an öffentliche Bildungseinrichtungen in Spanien. Durch die im Sommer 1985 aufgekommenen 16-Bit-Heimcomputer wie Amiga und Atari ST erlahmte das Interesse an den technisch veralteten Dragon-Geräten zunehmend. Infolge der damit verbundenen rückläufigen Verkäufe wurde die Produktion mit einem seit 1984 laufenden täglichen Ausstoß von 500 Geräten schrittweise gedrosselt und nach umfangreichen Ausverkäufen ab Ende 1985 schließlich im Mai 1986 ganz eingestellt.

Die Typenschilder der verschiedenen Dragon-Modelle im Überblick
Dragon 32
Dragon 64
Dragon 64 von Tano
Dragon 64 als GEC-Modell
Dragon-32-Lizenzmodell von Finlux
Verpackungsaufkleber des von FarmFax angebotenen  Benutzerpakets, das neben dem Dragon-32-Computer speziell auf landwirtschaftliche Betriebe abgestimmte Anwendungsprogramme enthielt

## Technische Details
Die Grundgeräte enthalten zwei Platinen mit den verschiedenen Baugruppen, Tastatur, Peripherieanschlüsse, Bildschirmausgabe und Spannungsregelung für das externe Netzteil. Auf der Hauptplatine befinden sich die Rechnereinheit mit 6809E-CPU (englisch central processing unit), der Arbeits- (RAM) und Festwertspeicher (ROM), Peripherieanschlüsse und die beiden parallelen Schnittstellen für Erweiterungen.

### CPU
Die Hardware-Architektur der Dragon-Computer basiert auf einem 6809E-Mikroprozessor von Motorola. Durch die interne Verarbeitungsbreite von 16 Bit ist diese CPU insbesondere im Bereich arithmetischer Operationen deutlich leistungsfähiger als die zudem höher getakteten Z80- oder 6502-Mikroprozessoren, wie sie etwa in den direkten Konkurrenzprodukten Sinclair ZX81, Apple II oder Atari 400/800 verbaut wurden.
Die 6809E-CPU kann auf einen Adressraum von 65536 Byte zugreifen, was auch die theoretisch mögliche Obergrenze des Arbeitsspeichers von 64 Kilobytes (KB) festlegt. Aus praktischen Gründen ist es üblich, für Adressen anstelle der dezimalen Notation die hexadezimale zu verwenden. Dieser wird zur besseren Unterscheidbarkeit üblicherweise ein $-Symbol vorangestellt. Den Adressen von 0 bis 65535 in dezimaler Notation entsprechen im hexadezimalen System die Adressen $0000 bis $FFFF.

### Speicheraufteilung, RAM und ROM, Erweiterungssteckplatz
Der von der CPU benutzbare Adressraum unterteilt sich beim Dragon 32 im Wesentlichen in vier unterschiedliche Sektionen: 32 KB RAM ($0000–$7FFF), 16 KB ROM ($8000–$BFFF), einen etwa 16 KB umfassenden freien Adressbereich ($C000–$FEFF) und einen Block mit den Hardwareregistern des Speicherverwaltungsbausteins 6883-SAM (englisch Synchronous Address Multiplexer) und der beiden Ein-/Ausgabe-Bausteine ($FF00–$FFFF). Sämtliche Adressierungsvorgänge der 6809E-CPU laufen über den 6883-SAM, die zweite zentrale Verarbeitungseinheit im Dragon. Diesen vom Anwender programmierbaren IC obliegen zudem die Erzeugung des Systemtaktes und die Zugriffe des Standard-Grafikchips 6847-VDC (englisch Video Display Controller) auf den im RAM befindlichen Videospeicherbereich.
Das RAM enthält die Systemvariablen, den Videospeicher und Bereiche, die zur Programmierung mit der im ROM befindlichen Kombination von Betriebssystem („BIOS“) und BASIC genutzt werden können. Unmittelbar auf das ROM folgen fast 16 KB unbelegten Speichers, der beim Dragon 32 für Steckmodule oder andere Hardware am Erweiterungssteckplatz („Expansionsport“ oder auch „Steckmodulschacht“), einer parallelen Schnittstelle, reserviert ist.
Der Dragon 64 verfügt über 64 KB RAM und zwei jeweils 16 KB große ROMs, in denen geringfügig voneinander verschiedene BASIC-Versionen untergebracht sind. Nach dem Einschalten wird zunächst das erste ROM für den 32-Modus aktiviert. Es stehen dann 30 KB freies RAM zur Verfügung. Per Befehlseingabe wird beim Dragon 64 das zweite ROM in den RAM-Bereich $C000–$FEFF kopiert, im Bereich $8000–$BFFF RAM eingeblendet und die kopierten ROM-Inhalte werden ausgeführt („Bootstrapping“). Im 64-Modus stehen damit 45 KB RAM für die Programmierung mit BASIC zur Verfügung. Zur visuellen Unterscheidung der beiden Betriebsarten blinkt der Bildschirmcursor im 64-Modus blau, im 32-Modus dagegen im gewohnten Schwarz auf grünem Grund.

### Grafik, Ton, Ein- und Ausgabe
Der 6847-VDC übernimmt das Auslesen und die Darstellung der Grafikdaten am angeschlossenen Fernsehgerät oder Monitor. Dabei stellt er verschiedene Grafikmodi wie Text, hochaufgelöste Pixelgrafik und die sogenannte Semigrafik zur Verfügung. Von den acht möglichen Vollgrafikmodi werden lediglich fünf durch das eingebaute BASIC unterstützt. Die höchstmögliche Auflösung beträgt 256 × 192 Bildpunkte in zwei Farben (auswählbar aus zwei vorgegebenen Farbgruppen), bei geringeren Auflösungen sind bis zu vier Farben (aus zwei vorgegebenen Farbgruppen) möglich. Im Semigrafik-Modus können alle acht verfügbaren Farben gleichzeitig dargestellt werden: Im Textmodus (32 × 16 Zeichen) werden den Textzeichen mit einer Auflösung von 8 × 12 Punkten dabei farbige Grafikblöcke geringerer Auflösung (vier Blöcke à 4 × 6 Punkte oder sechs Blöcke à 8 × 3 Punkte) zugeordnet.
Die vom Grafikchip benötigten elektronischen Kontrollsignale werden mithilfe zweier ebenfalls zu Motorolas 6883-Standardchipsatz gehörender 6821-PIA-Bausteine (englisch Peripheral Interface Adapter) erzeugt. Zum Aufgabenbereich dieser beiden Ein-/Ausgabeschaltkreise zählen auch das Auslesen der Tastatur, Interruptbehandlung, das Betreiben der Ein- und Ausgabeports, die Tonerzeugung (Rechteckgenerator) und die Ansteuerung von Massenspeichergeräten.
Im Dragon 64 befindet sich ein weiterer Spezialbaustein zur Implementierung des RS-232-Protokolls, der 6551-ACIA (englisch Asynchronous Communications Interface Adapter).

### Schnittstellen
Als Verbindungen zur Außenwelt sind ein Erweiterungssteckplatz, ein Kassetteninterface, zwei Joystickanschlüsse für analoge Joysticks, eine RGB-Monitorbuchse, ein TV-Anschluss und beim Dragon 64 eine RS-232-Schnittstelle vorhanden.

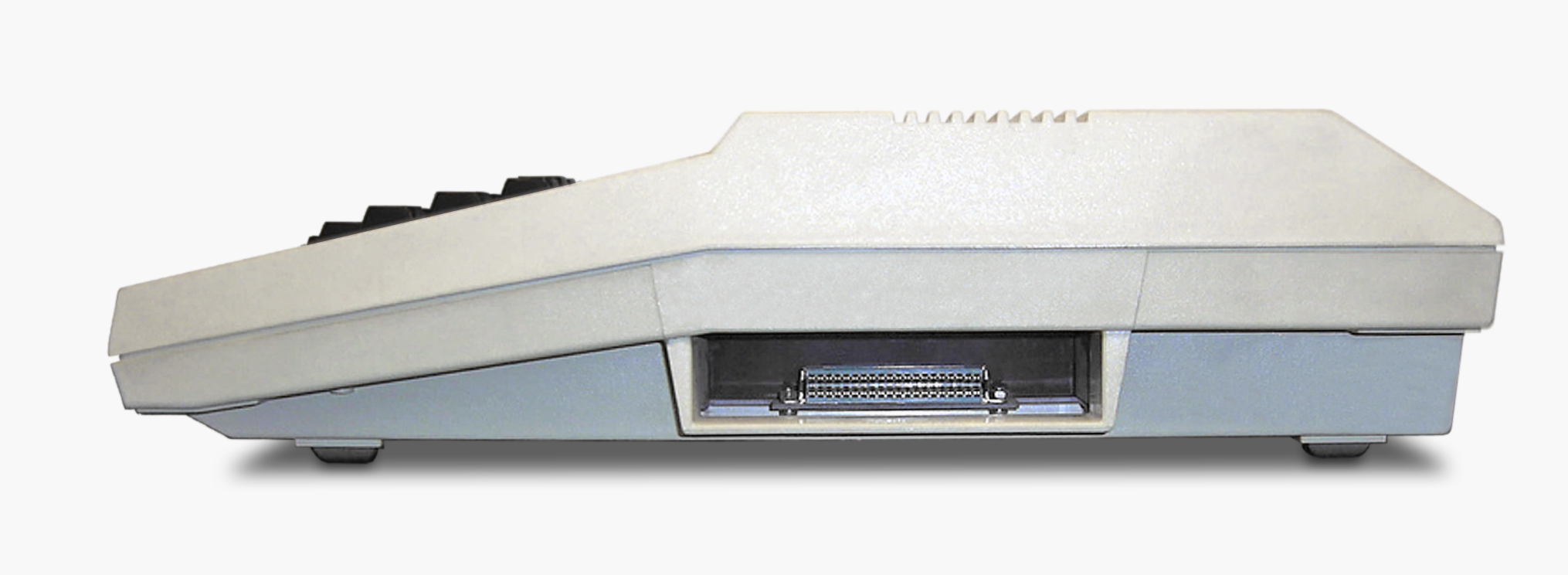
Rechte Seite mit Erweiterungssteckplatz
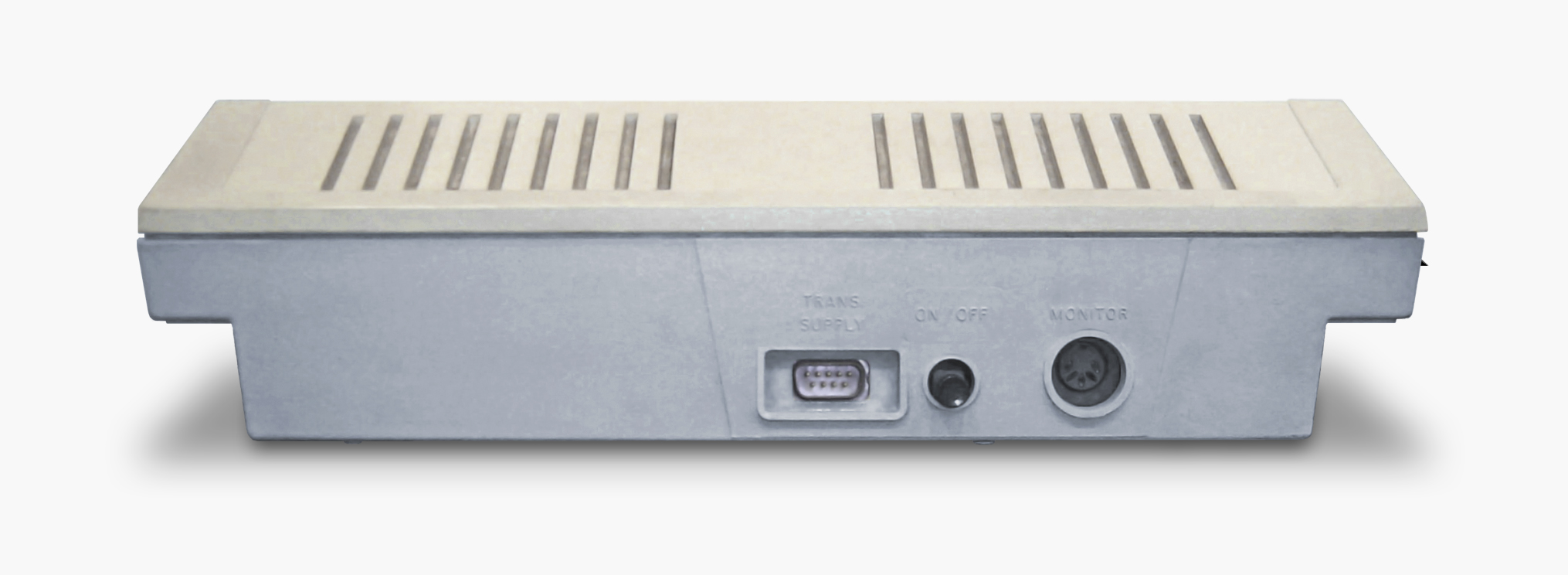
Rückseite mit Stromanschluss, Netzschalter und Monitorbuchse
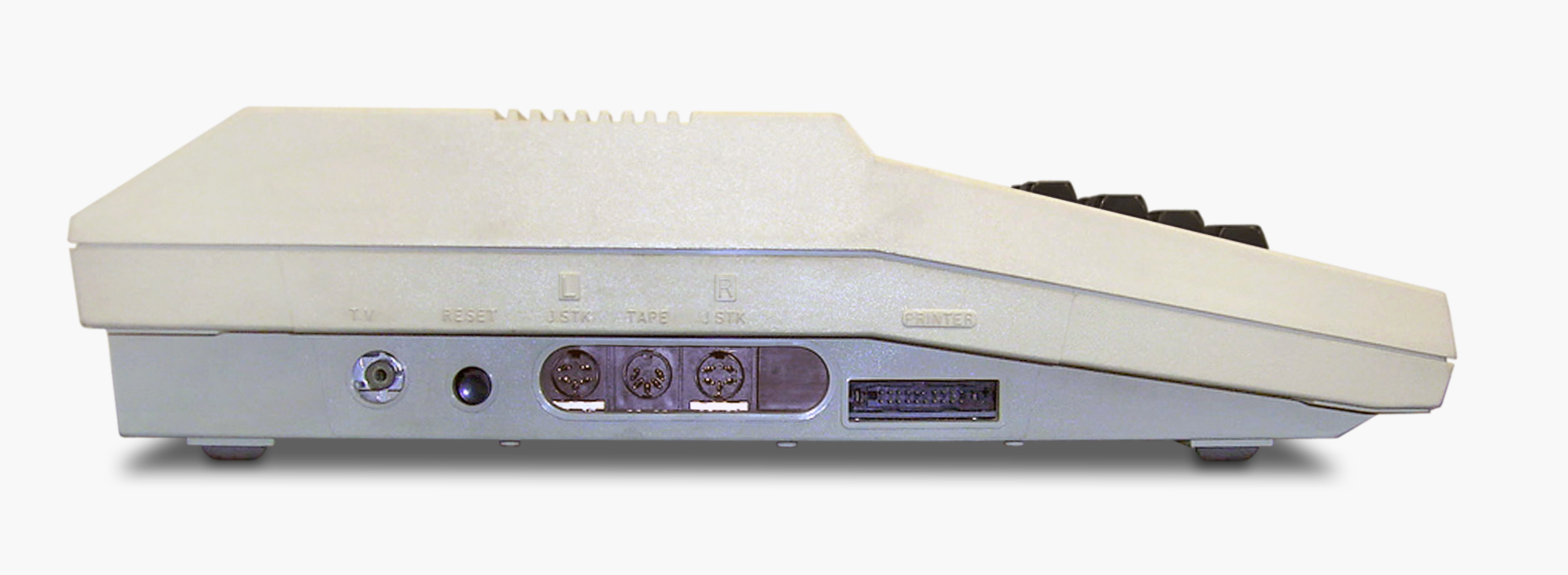
Linke Seite des Dragon 32 mit HF-Ausgang zum Fernseher, Resettaste, Anschlüssen für Joysticks, Kassettenrekorder und Drucker

## Peripherie

### Massenspeicher
In Zusammenhang mit Heimcomputern der frühen 1980er-Jahre kamen als Massenspeicher hauptsächlich Kassettenrekorder und Diskettenlaufwerke, im professionellen Umfeld bei den Personalcomputern zunehmend auch Fest- und Wechselplattenlaufwerke zum Einsatz. Die günstigste Variante der Datenaufzeichnung durch Audiokassetten hat i. A. den Nachteil geringer Datenübertragungsraten und damit langer Ladezeiten, wohingegen die wesentlich schnelleren und verlässlicheren Disketten- und Plattenlaufwerke sehr viel teurer in der Anschaffung waren. Bei Erscheinen des Dragon standen diesem lediglich Kassettenrekorder als Massenspeicher zur Verfügung, Diskettensysteme kamen erst einige Monate später hinzu.
In den folgenden Abschnitten sollen lediglich die jeweils bekanntesten Systeme Erwähnung finden.

#### Kassettenrekorder
Die Dragon-Computer verfügen ab Werk über ein Kassetteninterface zum Aufzeichnen und Auslesen von Daten durch handelsübliche Kassettenrekorder. Als Speichermedien dienen entsprechende Kompaktkassetten. Die Übertragungsrate beträgt standardmäßig – wie beim konkurrierenden Sinclair ZX Spectrum auch – durchschnittlich 1500 Bit/s, ein im Vergleich zu anderen zeitgenössischen Mitbewerbersystemen beispielsweise von Commodore (300 Bit/s) oder Atari (600 Bit/s) hoher Wert.
Anfang 1984 veröffentlichte das Unternehmen IKON Computer Products einen auf Minikassetten basierenden Datenrekorder. Dieses bis auf einen Auswurfknopf ohne weitere Bedientasten ausgelieferte Ultra Drive wird mithilfe eines am Expansionsport angeschlossenen Interfaces und darin enthaltener Software nebst BASIC-Befehlen betrieben. Bei einer Übertragungsrate von 1200 Bit/s können pro Kassette bis zu 200 KB Daten gespeichert werden.

#### Diskettensysteme
Wie im September 1982 bekannt geworden, sollte sich die für Oktober 1982 geplante Auslieferung des Diskettensystems von Dragon Data Ltd. aufgrund technischer und wirtschaftlicher Schwierigkeiten erheblich verzögern. Die bestehende große Nachfrage einer Vielzahl von Dragon-Benutzern veranlasste daher die Drittanbieter Premier Microsystems Ltd. und Compusense Ltd. bis Februar 1983 eigene Diskettensysteme zu entwickeln. Insbesondere das günstigere, von Premier Microsystems Ltd. ab April 1983 verkaufte Delta Disc System erfreute sich großer Beliebtheit und konnte sich rasch am Markt etablieren. Bis zum Verkaufsstart des Diskettensystems von Dragon Data Ltd. im September 1983 fanden etwa 1000 Einheiten von Premier Microsystems Ltd. und einige weitere seines Lizenznehmers Cumana Ltd. in Großbritannien ihre Abnehmer, womit Dragon Data Ltd. nicht zu vernachlässigende Marktanteile abspenstig gemacht wurden.
Die beiden zueinander nicht kompatiblen Diskettensysteme von Dragon und Premier Microsystems werden jeweils durch Einstecken eines Hardware-Interfaces („Disc Controller“) am Expansionsport der Dragon-Computer betrieben. Das Interface beinhaltet die Ansteuerungselektronik für die über ein Flachbandkabel angeschlossene externe Laufwerksmechanik und das zugehörige Diskettenbetriebssystem wie beispielsweise Dragon DOS oder Delta DOS. Pro 5¼-Zoll-Diskette können mit dem System von Dragon maximal 180 KB und mit dem von Premier Microsystems bzw. Cumana Ltd. je nach Ausführung der Laufwerksmechanik (40 oder 80 Spuren, einfache oder doppelte Schreibdichte, einseitiges oder doppelseitiges Beschreiben) bis zu 720 KB an Daten gespeichert werden. Das von Premier Microsystems bis Anfang 1985 auch separat angebotene Interface erlaubt neben der Nutzung von 5¼-Zoll-Mechaniken zudem die Anbindung von damals ebenfalls gebräuchlichen 8- und 3-Zoll-Geräten.
Durch die Verwendung eines Interfaces mit fest installierter Systemsoftware konnte der Arbeitsspeicherbedarf zum Betrieb des Diskettensystems sehr gering gehalten werden, allerdings um den Preis eines für weitere Steckmodule oder Peripherie blockierten Erweiterungsschachtes. Die ab 1984 zur Verfügung stehenden Diskettenbetriebssysteme OS-9 und FLEX werden dagegen von Diskette in den Arbeitsspeicher geladen, wonach der Expansionsport wieder zur freien Verfügung steht.

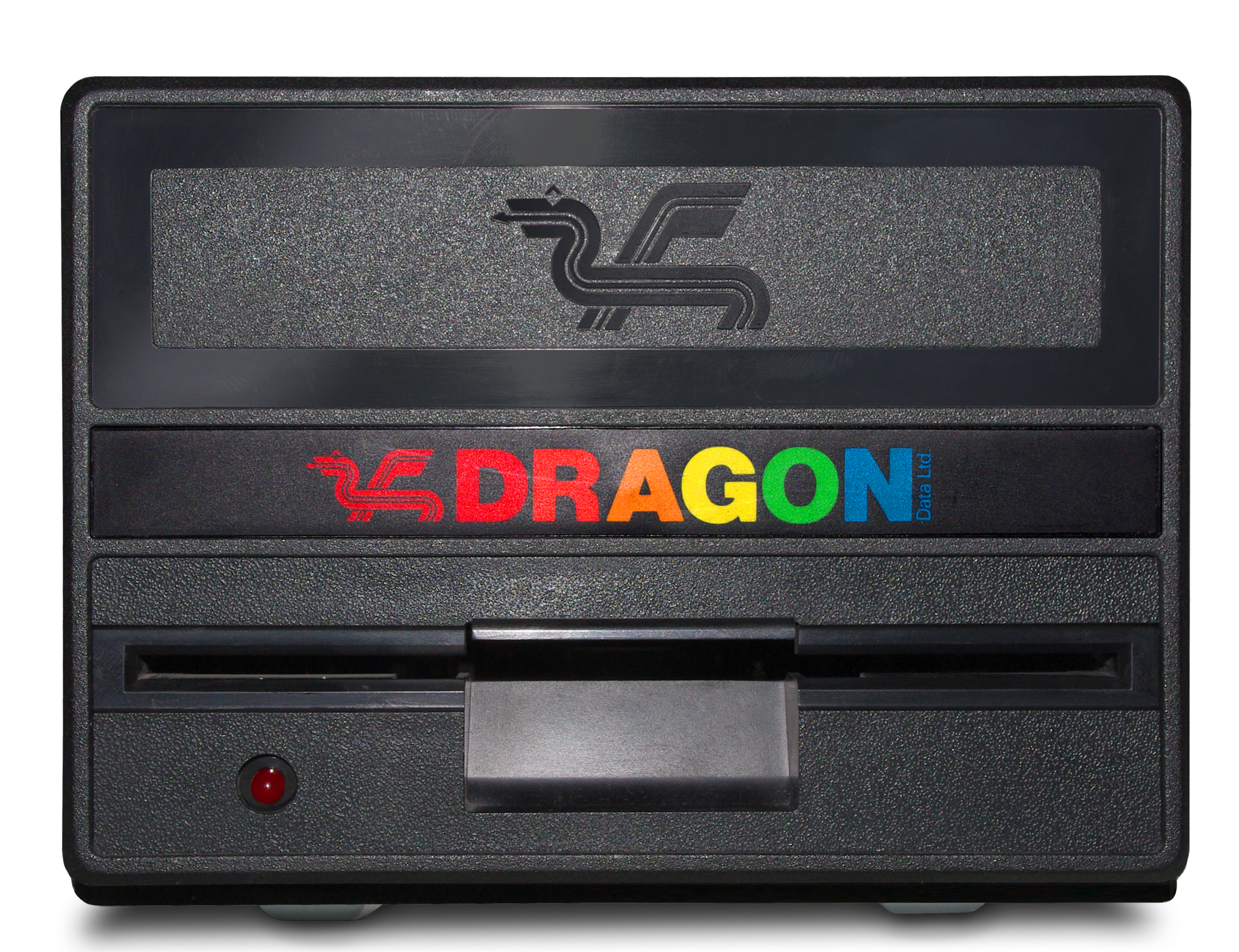
Dragon-Diskettenlaufwerk in Frontansicht
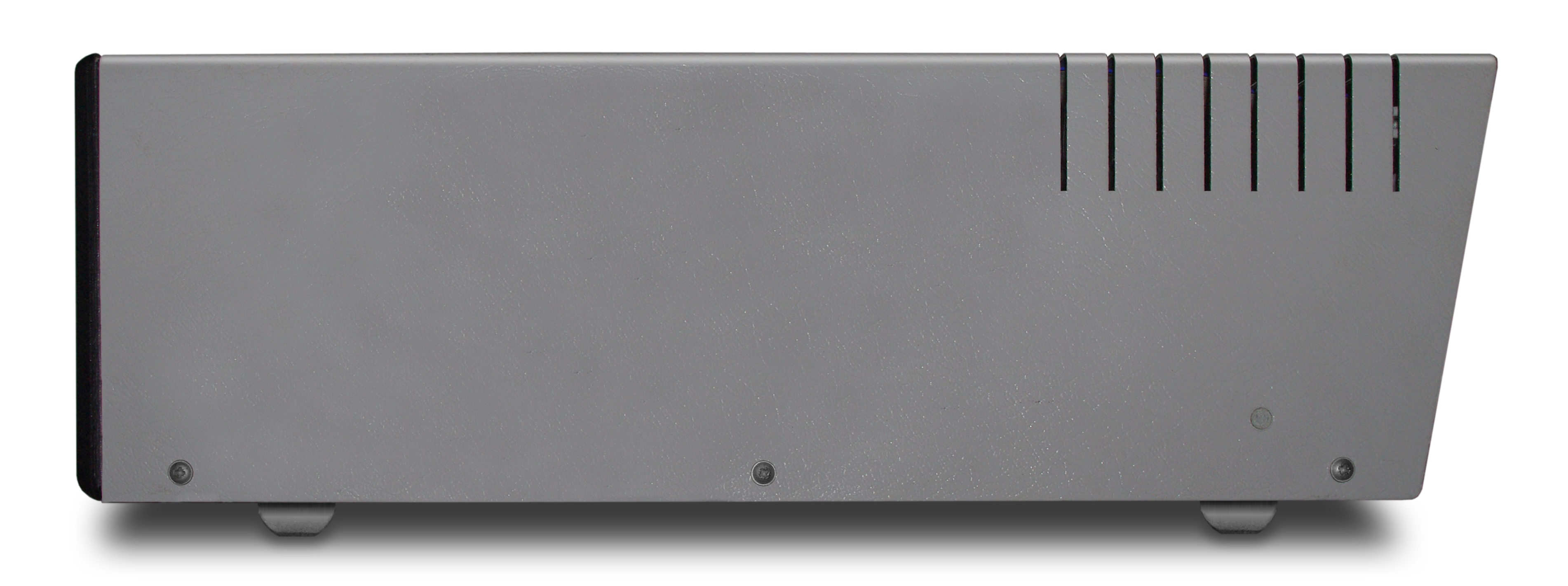
Dragon-Diskettenlaufwerk in Seitenansicht
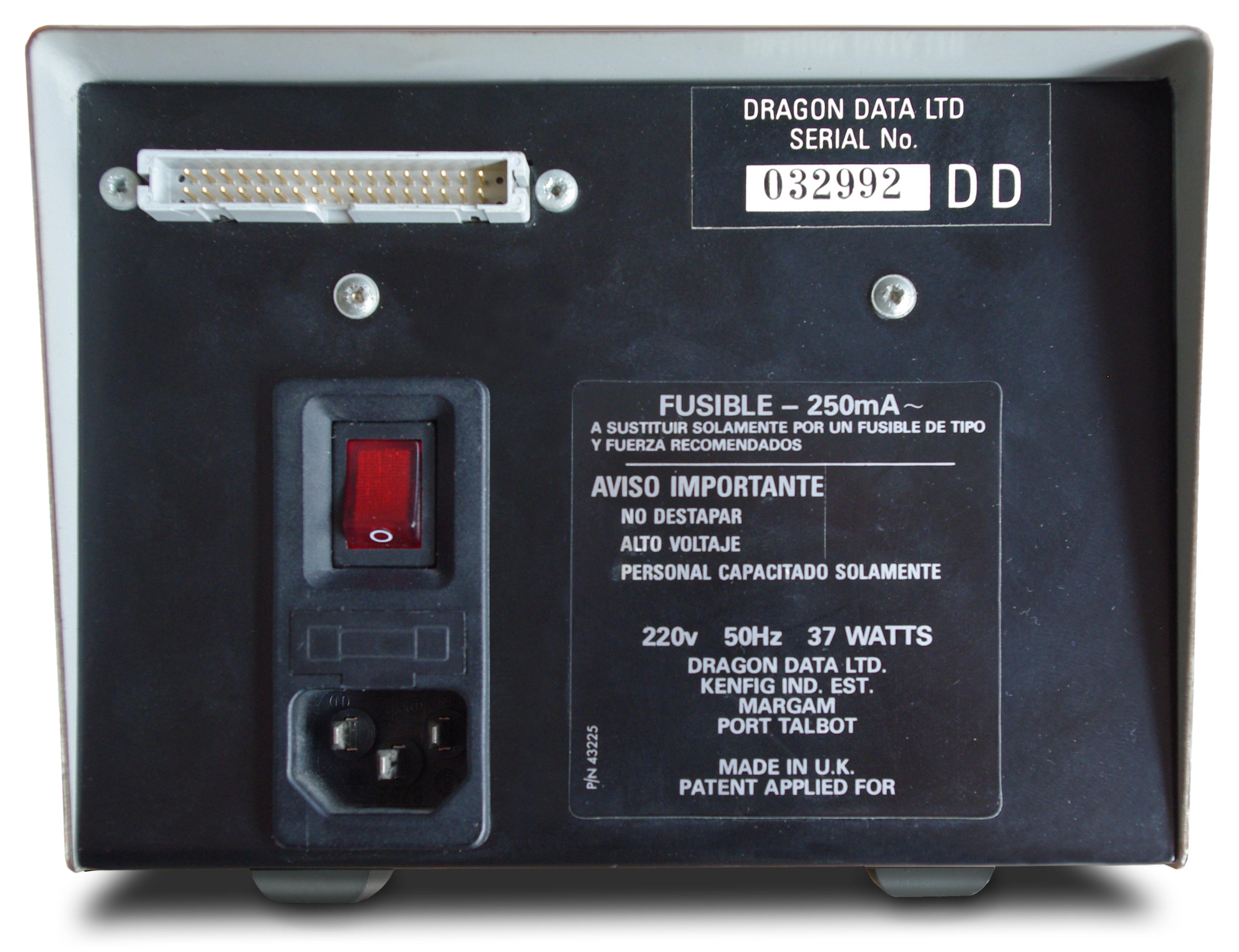
Dragon-Diskettenlaufwerk in Rückansicht

### Eingabegeräte
Neben der QWERTY-Schreibmaschinentastatur mit 53 Tasten (keine Escape-, Caps- und Control-Taste) und den analogen Joysticks von Dragon Data Ltd. waren weitere Geräte zur Eingabe erhältlich. Dazu zählt die am Expansionsport anzuschließende Maltafel Touchmaster Tablet oder der Lichtgriffel Trojan Light Pen von Drittherstellern.

## Erweiterungen
Im Laufe der Zeit erschienen für den Dragon 32 und dessen Nachfolger viele Erweiterungen und Umrüstbausätze unterschiedlichen Umfangs, wobei im Folgenden nur die wichtigsten aufgezählt werden.

### Verbesserte Tonerzeugung und Sprachausgabe
Das ab August 1983 von J.C.B. Microsystems als Steckmodul erhältliche Sound Extension Module enthält den in vielen Spielautomaten und Heimcomputern verbauten AY-3-8910-Synthesizerbaustein. Er verfügt über umfangreiche Möglichkeiten zur Tonerzeugung und -beeinflussung und ist den ab Werk im Dragon vorhandenen Möglichkeiten weit überlegen. Die Ansteuerung erfolgt bequem über einen vom Steckmodul für das Extended BASIC bereitgestellten speziellen Befehl. Das etwas früher auf den Markt gekommene Sprachsynthesemodul Speech Synthesis Module erlaubt durch fünf zusätzliche BASIC-Befehle die Übergabe der zu sprechenden Worte in Textform, wobei der Umfang der erzeugbaren Wörter durch die verwendete Allophon-Technik unbegrenzt ist.

### Dragon Plus
Diese von Compusense Ltd. hergestellte und vertriebene Erweiterungskarte wird mit wenigen Handgriffen direkt an die Hauptplatine der Computer angeschlossen. Nach der Umrüstung stehen zusätzliche 64 KB RAM und ein 6845-Grafikchip mit separatem Videospeicher nebst zusätzlicher Monitorbuchse zur Darstellung eines 80-Zeichen-Textmodus (80 × 24 Zeichen) zur Verfügung. Der nachgerüstete Arbeitsspeicher dient bei Benutzung der Betriebssysteme OS-9 oder FLEX als virtuelles Diskettenlaufwerk („Ramdisk“) und ermöglicht so im Zusammenspiel mit den erweiterten Textmöglichkeiten ein schnelles und bequemes Arbeiten, beispielsweise mit dem Textverarbeitungsprogramm Edit+.

### The Dragon’s Claw
Mithilfe dieser im Oktober 1985 vorgestellten Erweiterung von Lucidata of Cambridge werden zusätzliche Erweiterungsmöglichkeiten für die Dragon-Computer bereitgestellt. Dazu zählen zwei 20-polige Parallel-Schnittstellen die mit entsprechender Softwareunterstützung den Betrieb von Peripheriegeräten des damals in Großbritannien weit verbreiteten BBC-Microcomputer-Systems am Dragon 32 oder 64 erlauben. Damit stehen jedem Dragon anstatt nur eines nun mehrere, mit entsprechender Software wie OS-9 oder FLEX simultan nutzbare Erweiterungsschnittstellen zur Verfügung. Dies ermöglicht u. a. den Einsatz leistungsfähigerer Entwicklungsumgebungen durch den gleichzeitigen Betrieb von Diskettenlaufwerken und Steckmodulen, auf denen sich beispielsweise Programmierhilfen wie etwa Assembler oder auch Compiler befinden können.

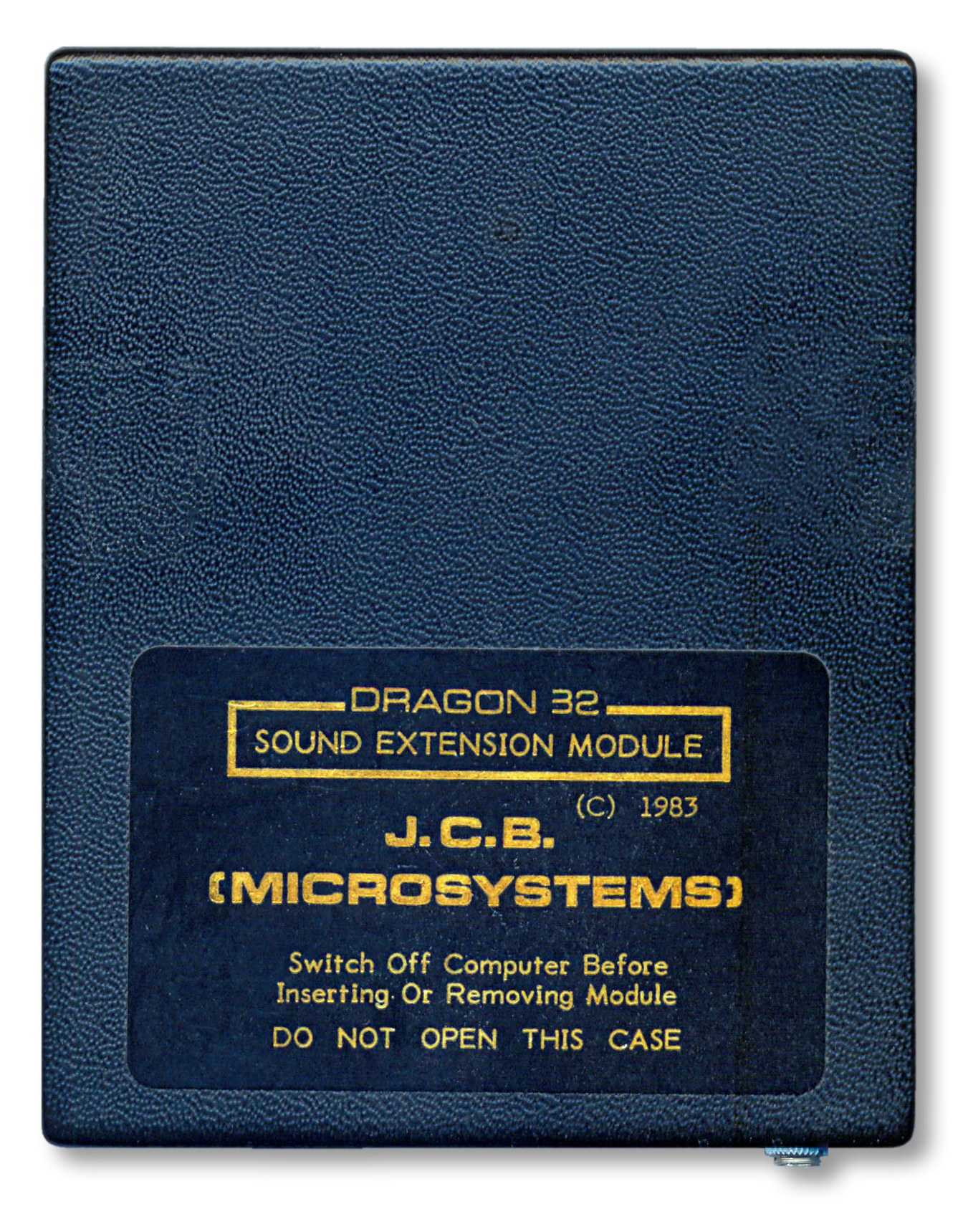
Sound-Extension-Module zum Einstecken in den Expansionsport
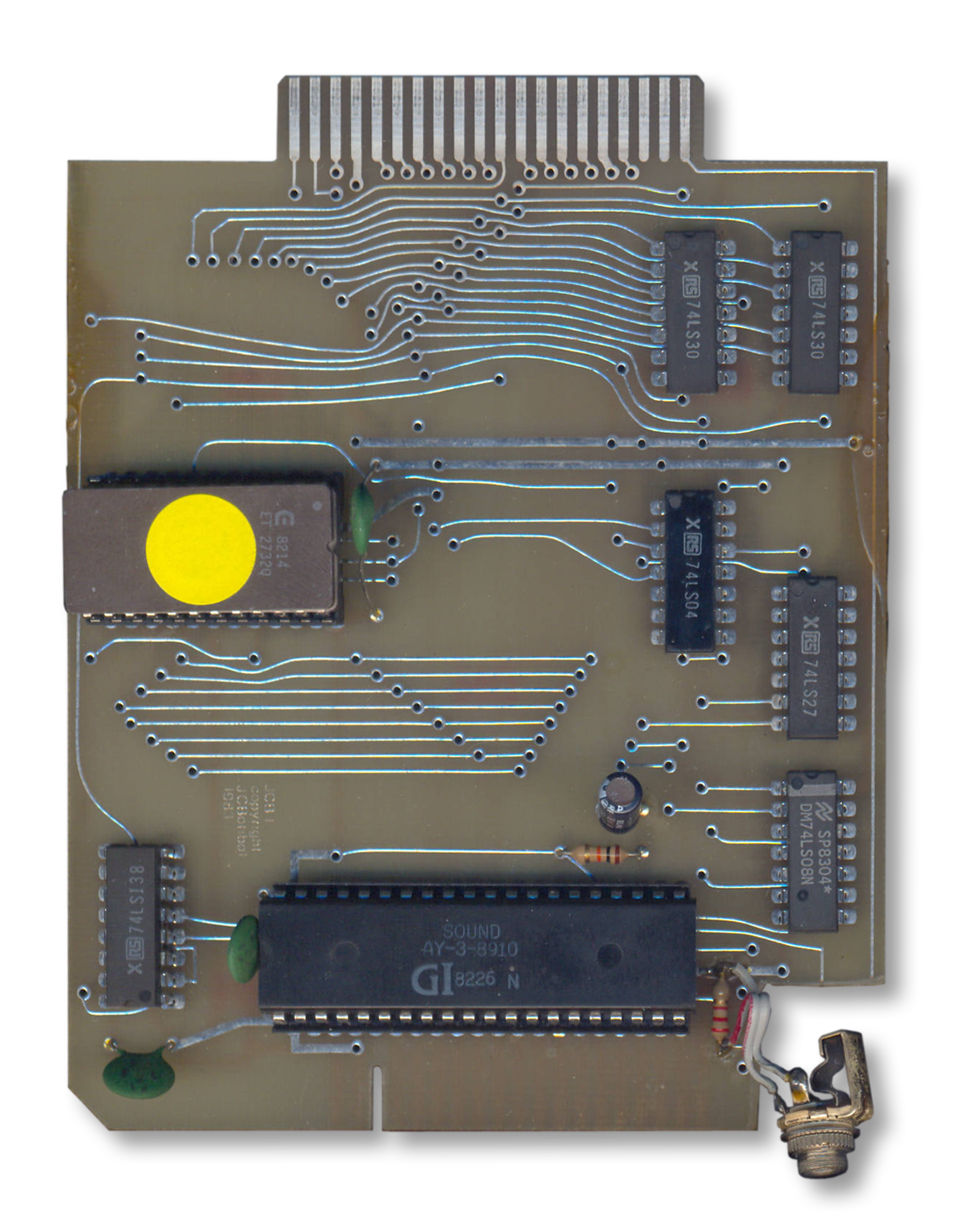
Platine mit Synthesizerbaustein, Software auf ROM und Ansteuerungselektronik
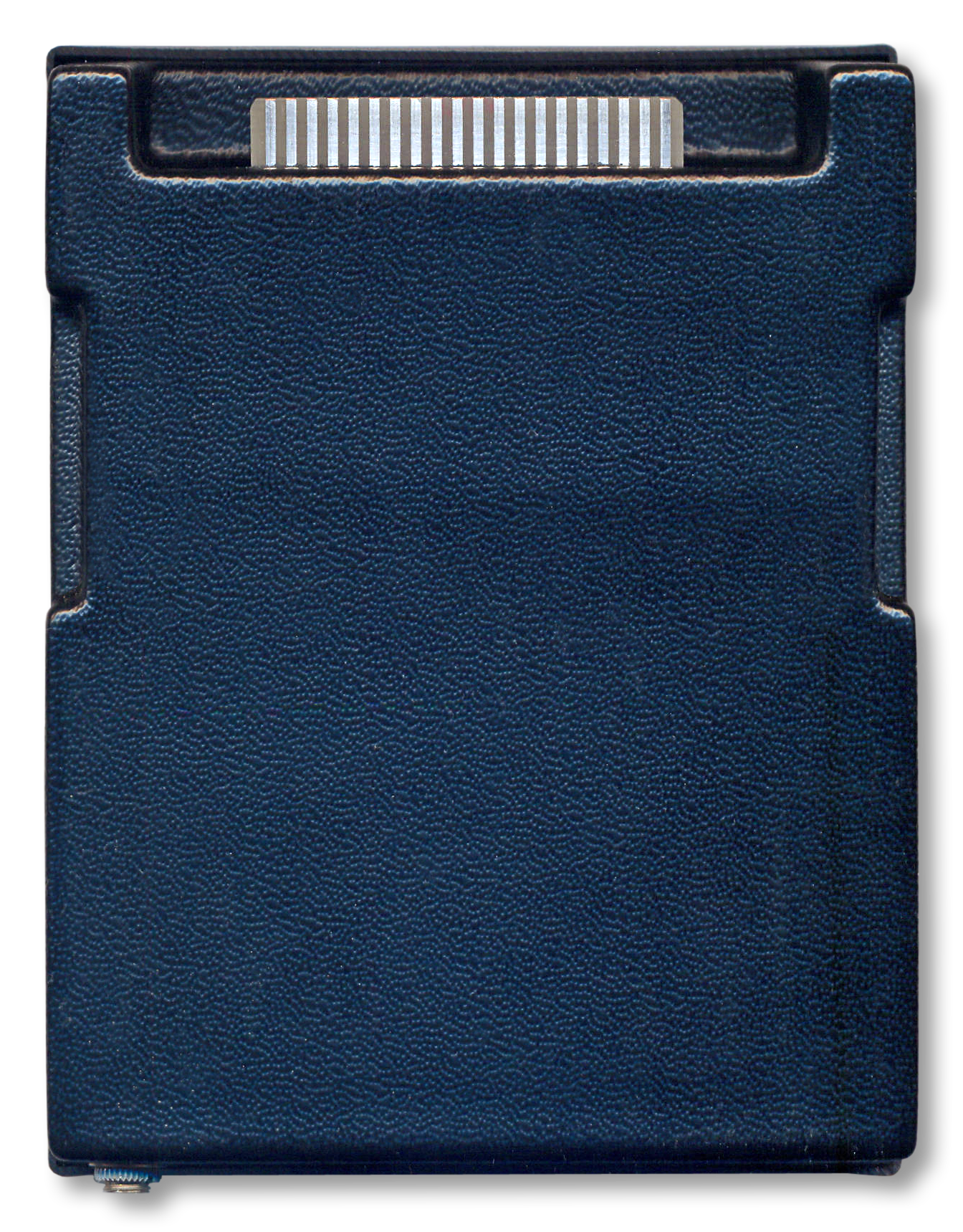
Gehäuserückseite
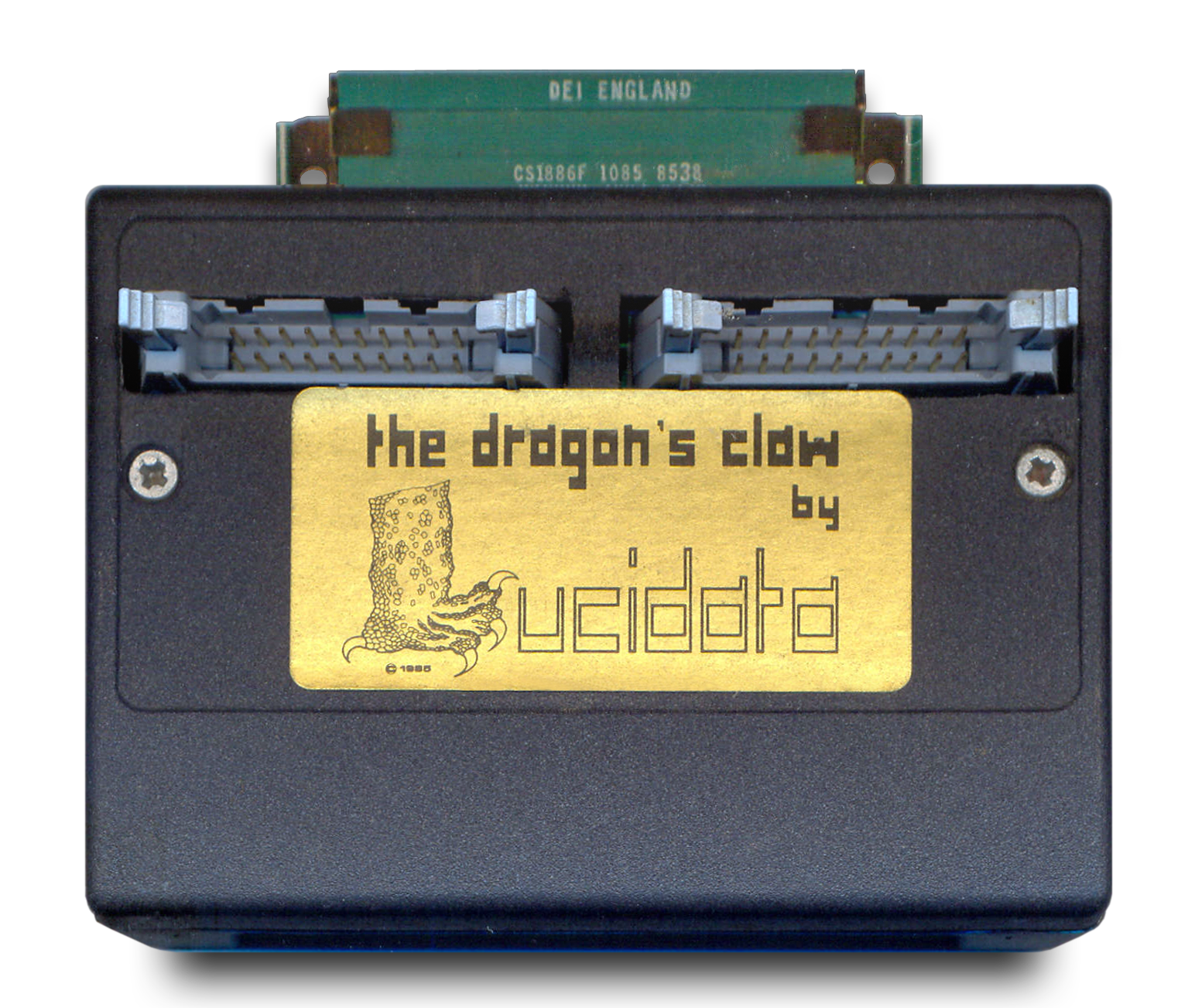
Dragon's-Claw-Modul zum Einstecken in den Expansionsport
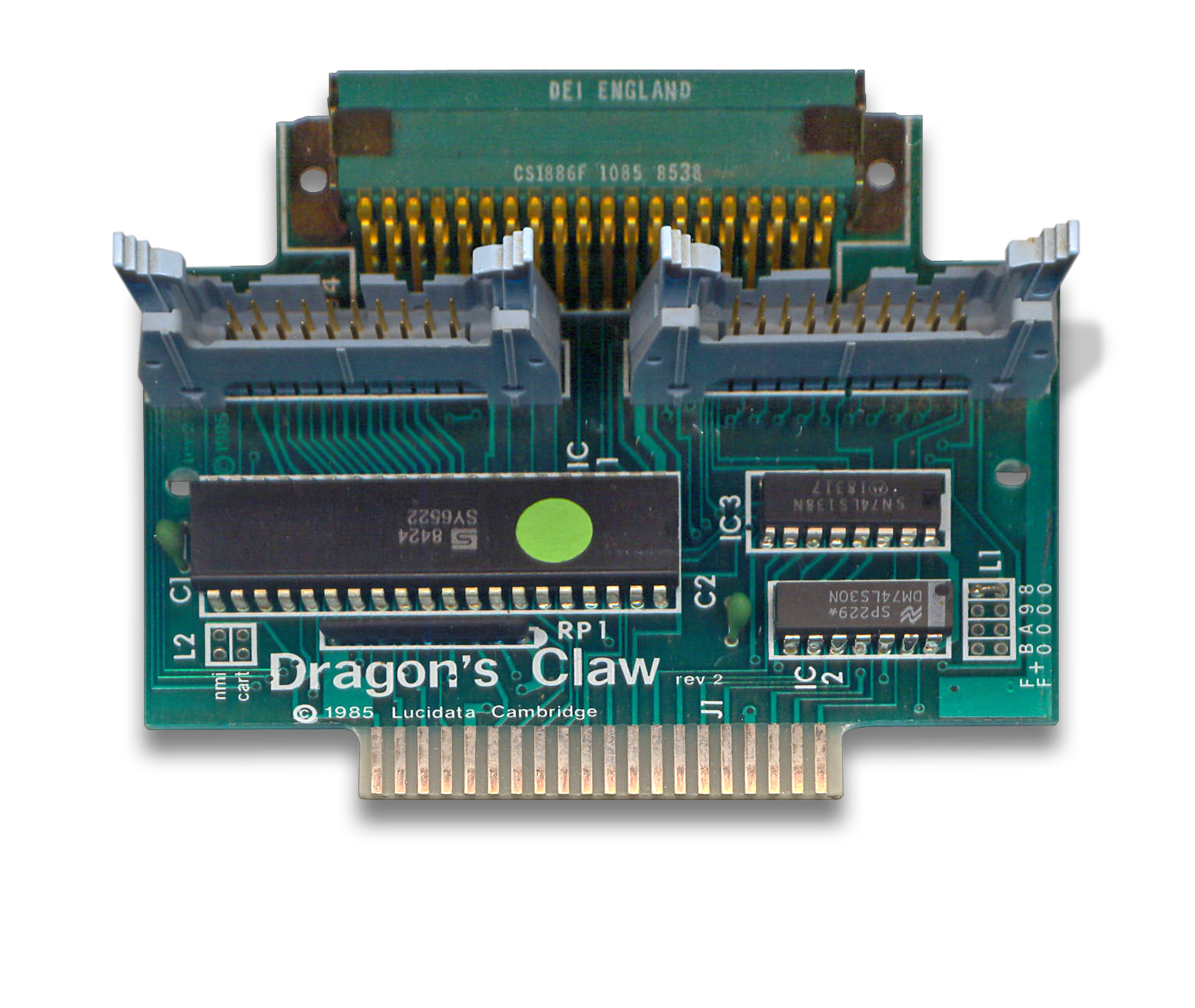
Platine mit Interfacebaustein Motorola 6522, Ansteuerelektronik und Anschlüssen
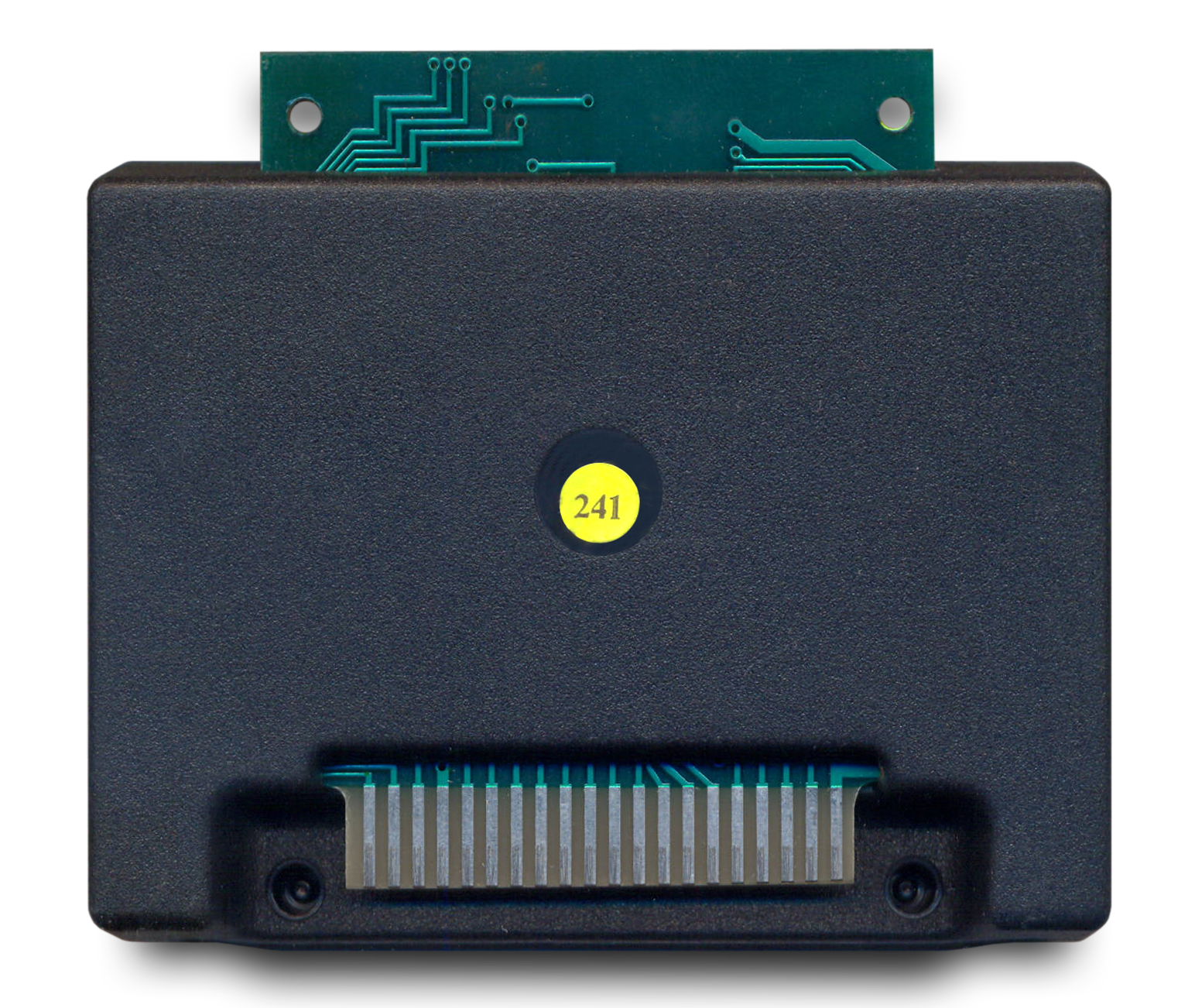
Gehäuserückseite

## Software

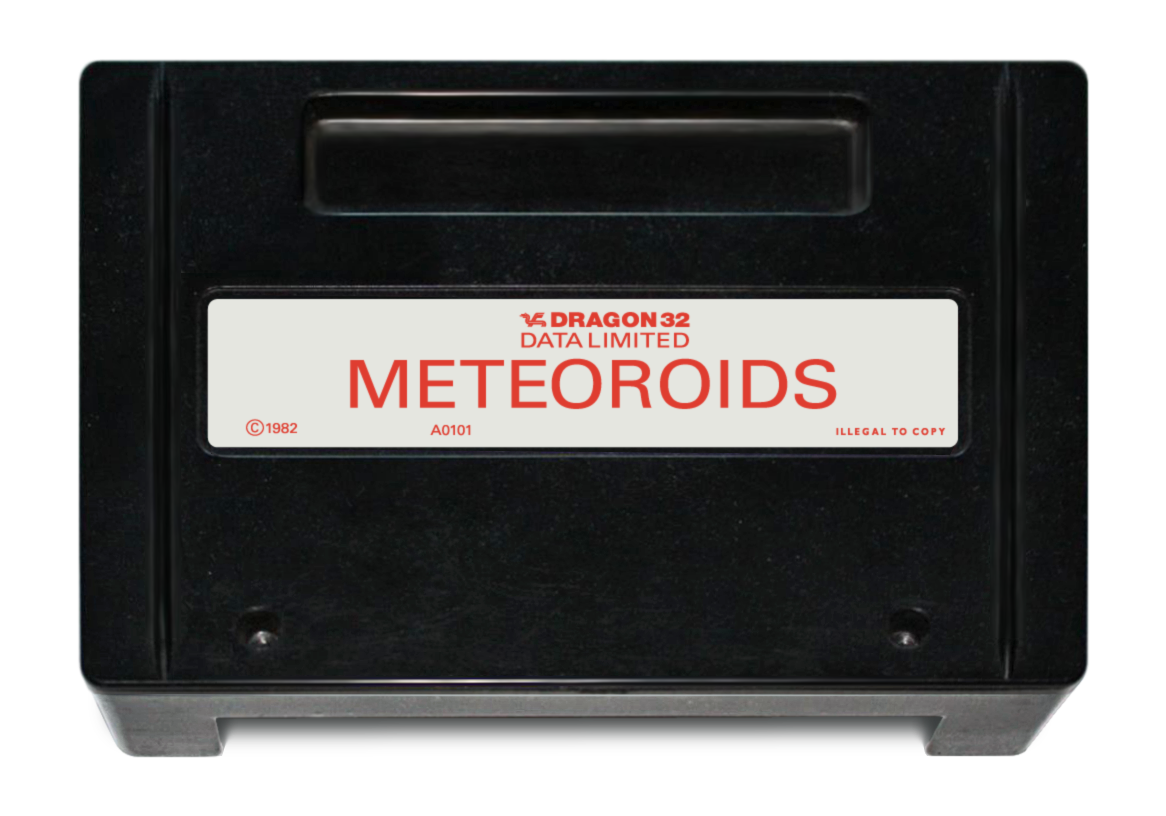
Steckmodulspiel Meteoroids, ein Asteroids-Clone

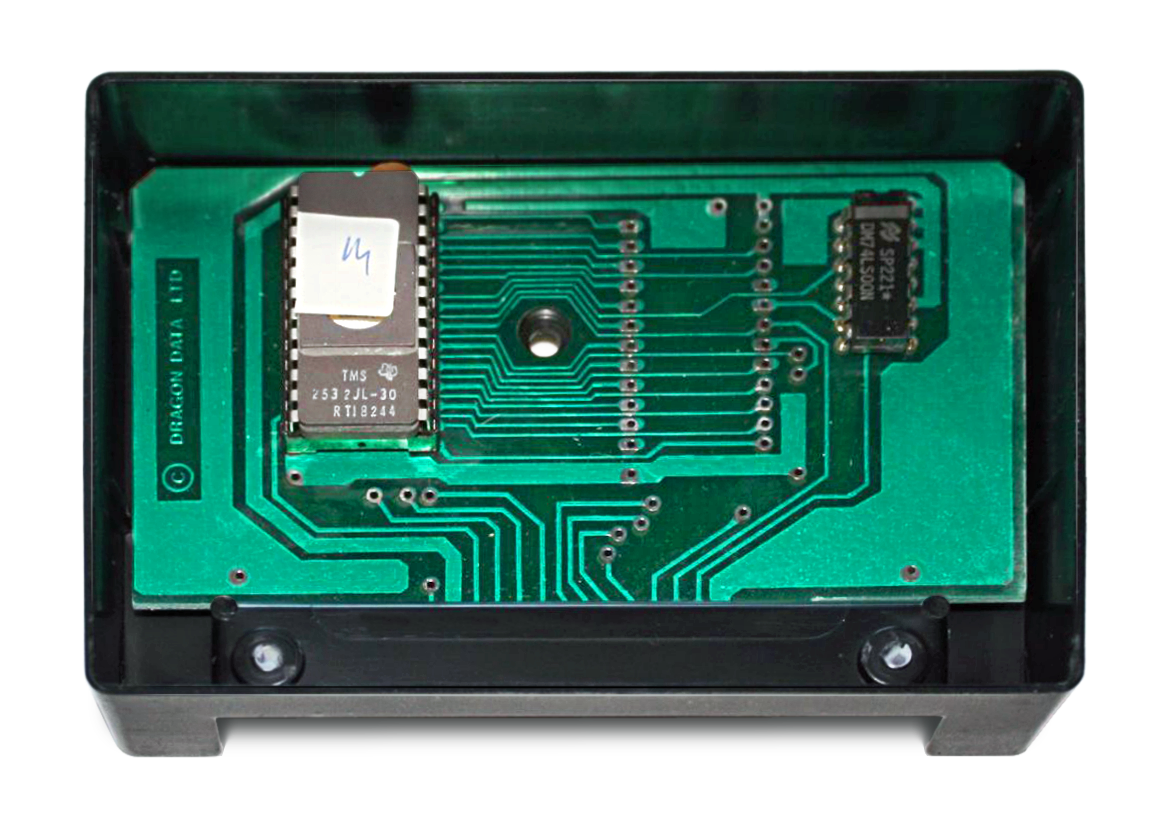
Innenleben des Steckmoduls mit 4 KB Daten fassendem ROM

Gleichzeitig mit der Markteinführung des Dragon 32 im Sommer 1982 waren auch hochwertige Softwaretitel, darunter mehrheitlich Adaptionen beliebter Arcade-Automatenspiele, erhältlich. Bereits im Herbst 1982 kamen viele Programme unabhängiger Dritthersteller hinzu, was in erster Linie auf die wenig restriktive Softwarepolitik von Dragon Data zurückzuführen ist. Entgegen den Gepflogenheiten der damaligen Zeit verzichtete Dragon Data auf gängige Lizenzierungsmodelle und gab Drittherstellern freie Hand bei der Entwicklung und dem Vertrieb eigener Dragon-Software, verbunden mit der Hoffnung auf erhöhte Computerabsätze. Trotz des entwicklerfreundlichen Umfelds und der Leistungsfähigkeit des im Dragon verbauten Mikroprozessors stießen die Dragon-Computer nicht bei allen etablierten europäischen Softwareherstellern auf Gegenliebe. Ursächlich hierfür waren vor allem mangelnde Erfahrungen in der Programmierung des kaum verbreiteten 6809-Mikroprozessors, die eine Portierung damaliger Verkaufsschlager gängiger Computersysteme als wirtschaftlich unrentabel erscheinen ließen. Aus diesem Grund bestand die Software der Dritthersteller bis ins zweite Quartal des Jahres 1983 hinein zum größten Teil aus Lizenzversionen von Programmen der in Amerika weitverbreiteten und weitestgehend softwarekompatiblen Modelle des Tandy Color Computers. Mit Einführung des Dragon 64 weiteten die Hersteller, allen voran Dragon Data Ltd. und Compusense Ltd., das Angebot für die ebenfalls neu veröffentlichten Systemprogramme OS-9 und FLEX massiv auf leistungsfähige Programmiersprachen und Anwendungsprogramme aus.
Wie bei anderen Heimcomputern der 1980er-Jahre auch erfolgte der Vertrieb kommerzieller Dragon-Software auf verschiedenen Datenträgern. Die insbesondere bei Spieleherstellern beliebten preiswerten Kompaktkassetten waren durch die starke mechanische Beanspruchung des Magnetbandes allerdings sehr anfällig für Fehler und ihr Einsatz war oft mit langen Ladezeiten verbunden. Bei den in der Herstellung vielfach teureren Steckmodulen dagegen standen die darin enthaltenen Programme sofort nach dem Einschalten des Computers zur Verfügung, was insbesondere bei Systemsoftware und oft genutzten Anwendungen von großem Vorteil war. Den besten Kompromiss zwischen Ladezeit, Verlässlichkeit und Speicherkapazität erzielten die Disketten, wobei die zur Verwendung benötigten kostspieligen Diskettenlaufwerke jedoch erst etwa ein Jahr nach Markteinführung des Dragon 32 erhältlich waren.
Eine weitere Quelle und beliebte Art zur Verbreitung von Software für Dragon-Computer waren die in Zeitschriften enthaltenen Programmtexte („Listings“) zum Abtippen. Daneben waren für die Dragon-Computer eine Vielzahl von Büchern unterschiedlicher Qualität, hauptsächlich mit BASIC-Übungen und BASIC-Programmsammlungen erhältlich.
Von der in Umlauf befindlichen Software machten illegale Kopien („Raubkopien“) stets einen großen Teil aus und stellten damit kleinere Softwareentwickler häufig vor existentielle wirtschaftliche Schwierigkeiten. Daraufhin wurden zunehmend Kopierschutzsysteme insbesondere bei Spielen als der meistverkauften Software eingesetzt.
In den nachfolgenden Abschnitten wird lediglich die jeweils bekannteste Software vorgestellt.

### Systemprogramme
Die Konfiguration der Dragon-Hardware, wozu auch die Ansteuerung der Kassettenschnittstelle gehört, fällt in den Aufgabenbereich des Betriebssystems – der „Firmware“. Zur Optimierung des Zusammenwirkens mit dem ebenfalls auf den 16 KB umfassenden Dragon-ROMs befindlichen Extended-BASIC-Interpreter sind beide programmtechnisch sehr eng miteinander verwoben.  Für den Betrieb von Diskettensystemen sind weitere Systemprogramme („Disc Operating System“, DOS) nötig. Diese wurden entweder auf ROM (Delta DOS, Dragon DOS) oder Diskette (OS-9, FLEX) ausgeliefert.

#### Betriebssystem (BIOS)

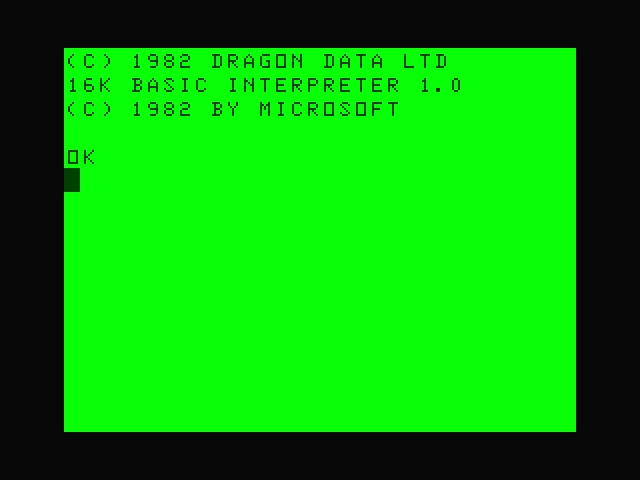
Einschaltmeldung des Dragon 32

Dem BIOS der Dragon-Computer liegt Motorolas Standardsoftware zur Steuerung eines 6809-basierten Referenzsystems zugrunde. Neben Anpassungen zur Unterstützung von technischen Eigenheiten der Dragon-Computer, die auch den Einsatz des Extended-BASIC-Interpreters betrafen, wurden von den Dragon-Entwicklern hauptsächlich Verbesserungen zur Leistungssteigerung vorgenommen. Beispielsweise konnte durch eine optimierte Abfrage der Tastatureingaben gegenüber dem Tandy Color Computer, der ebenso weitestgehend auf Motorolas 6809-Referenzsystem basiert, eine um bis zu 15 Prozent höhere Gesamtverarbeitungsgeschwindigkeit der Dragon-Computer erzielt werden.

#### Delta DOS und Dragon DOS
Beide DOS wurden auf ROMs jeweils fest in den Hardware-Schnittstellen („Interfaces“) der Diskettensysteme ihrer Hersteller, Premier Microsystems und Dragon Data Ltd., verbaut. Jedes der Systeme erlaubt den gleichzeitigen Betrieb von maximal vier Diskettenlaufwerken, wobei das Delta DOS erweiterte Konfigurationsmöglichkeiten für deren Mechaniken unterstützt. Gemeinsam ist ihnen ebenfalls die einfache Integration in die Systemumgebung der Dragon-Computer durch das Bereitstellen neuer BASIC-Befehle ohne dabei nennenswerten zusätzlichen Arbeitsspeicher zu belegen. Allerdings sind Delta DOS und Dragon DOS durch die in den Interfaces verbauten unterschiedlichen elektronischen Diskettencontrollerbausteine nicht zueinander kompatibel: mit Dragon DOS beschriebene Disketten können nicht mit Delta DOS verwendet werden und umgekehrt.
Delta DOS zeichnet sich durch flexiblere Nutzungsmöglichkeiten aufgrund des standardmäßig vorhandenen Direktzugriffs auf einzelne Bytes von Diskettensektoren („Random Access“) aus. Zudem verfügt es über einen größeren Befehlsumfang, eine bessere Dokumentation und die intuitivere Bedienung. Das mit Dragon DOS betriebene Diskettensystem dagegen ist schneller und wurde preiswerter angeboten, erschien jedoch erst einige Monate später als sein Konkurrent. Dragon DOS erfordert zum Betrieb den 32-Modus bei Dragon-64-Computern, womit nur noch 23 KB freier Arbeitsspeicher zur Verfügung stehen. Sollen die vollen 64 KB RAM des Dragon 64 zusammen mit der Dragon-Diskettenstation benutzbar sein, ist entweder OS-9 oder FLEX erforderlich.

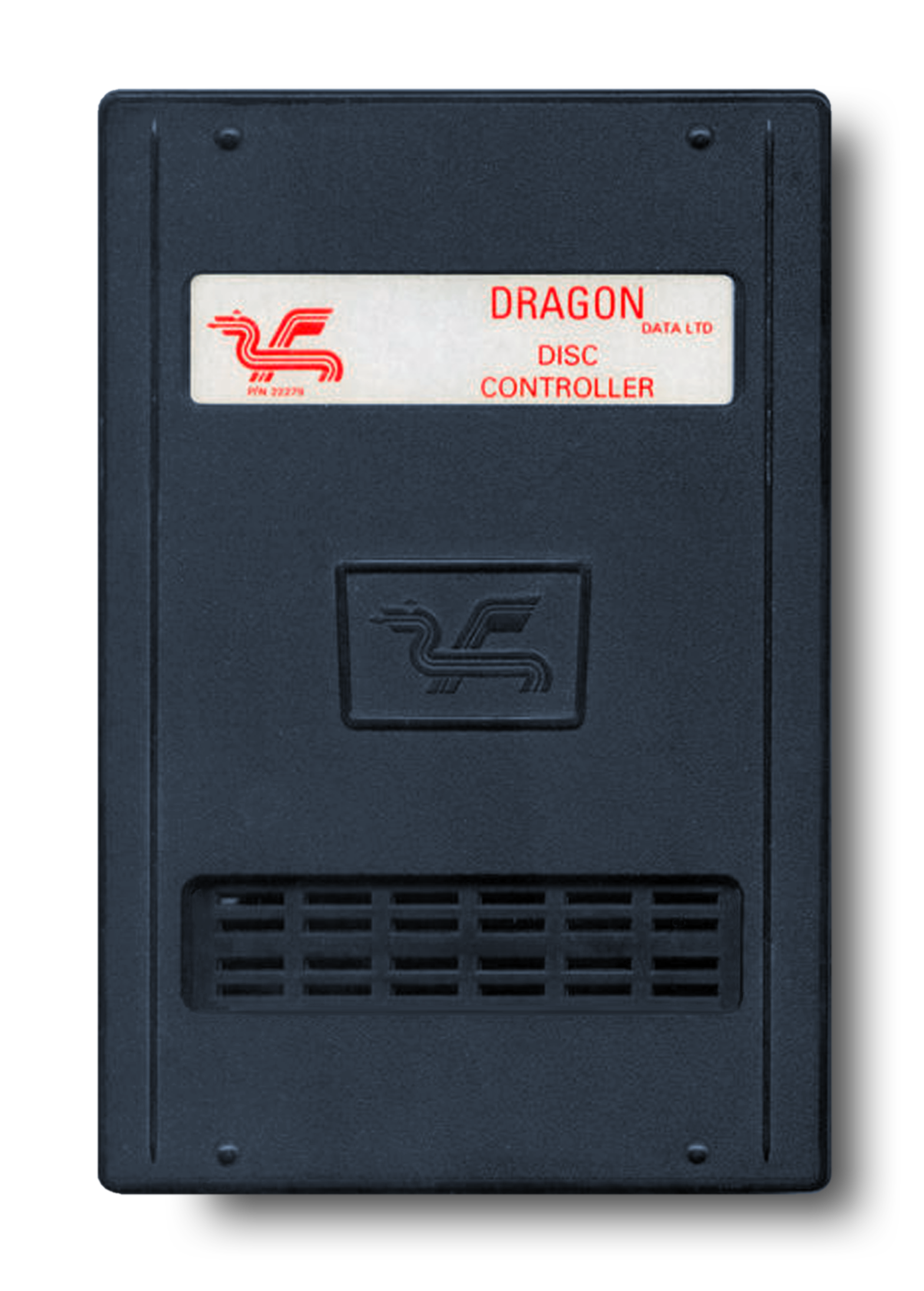
Dragon-Disketteninterface zum Einstecken in den Expansionsport
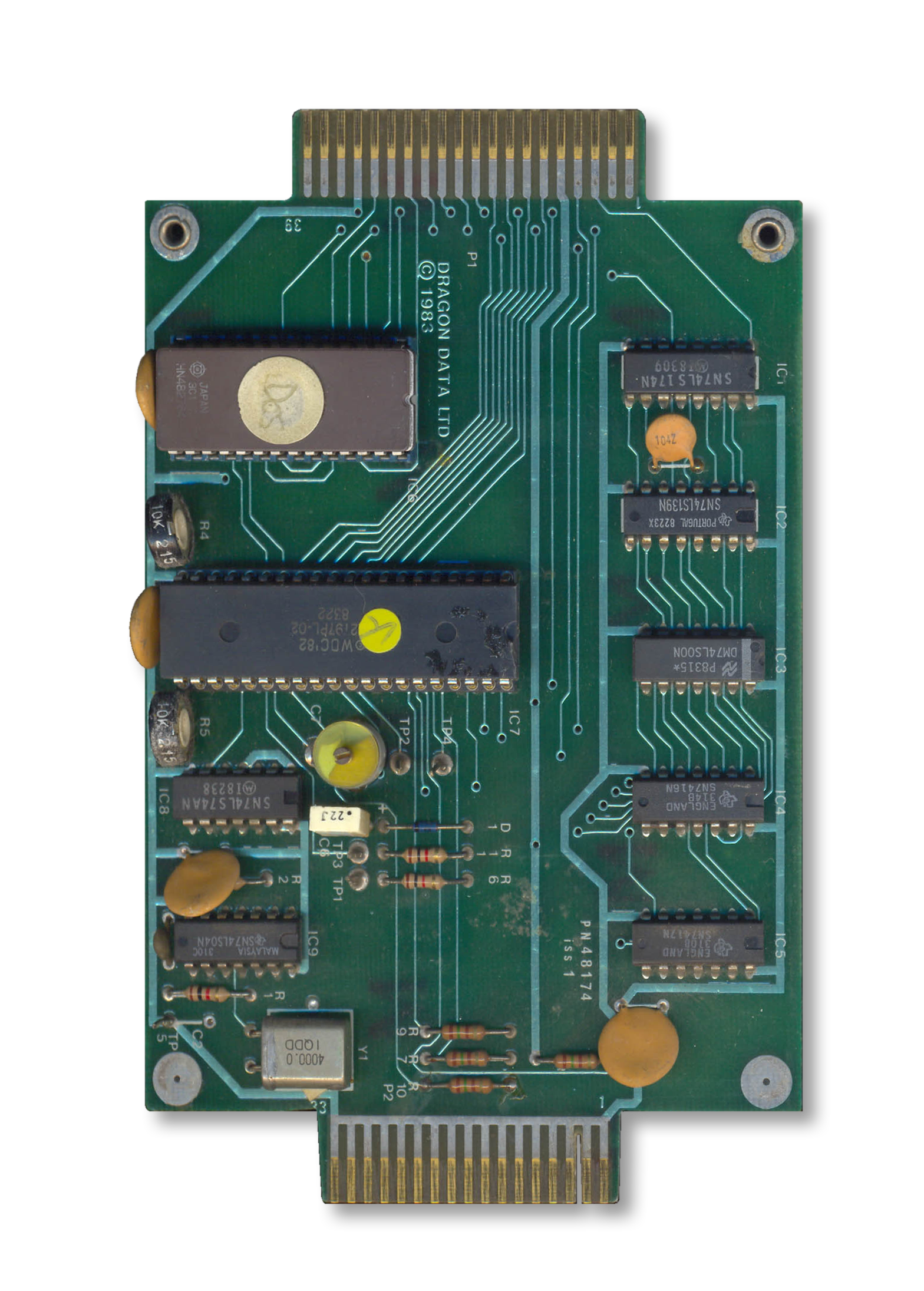
Platine mit Diskettencontroller, Software-ROM und Ansteuerungselektronik
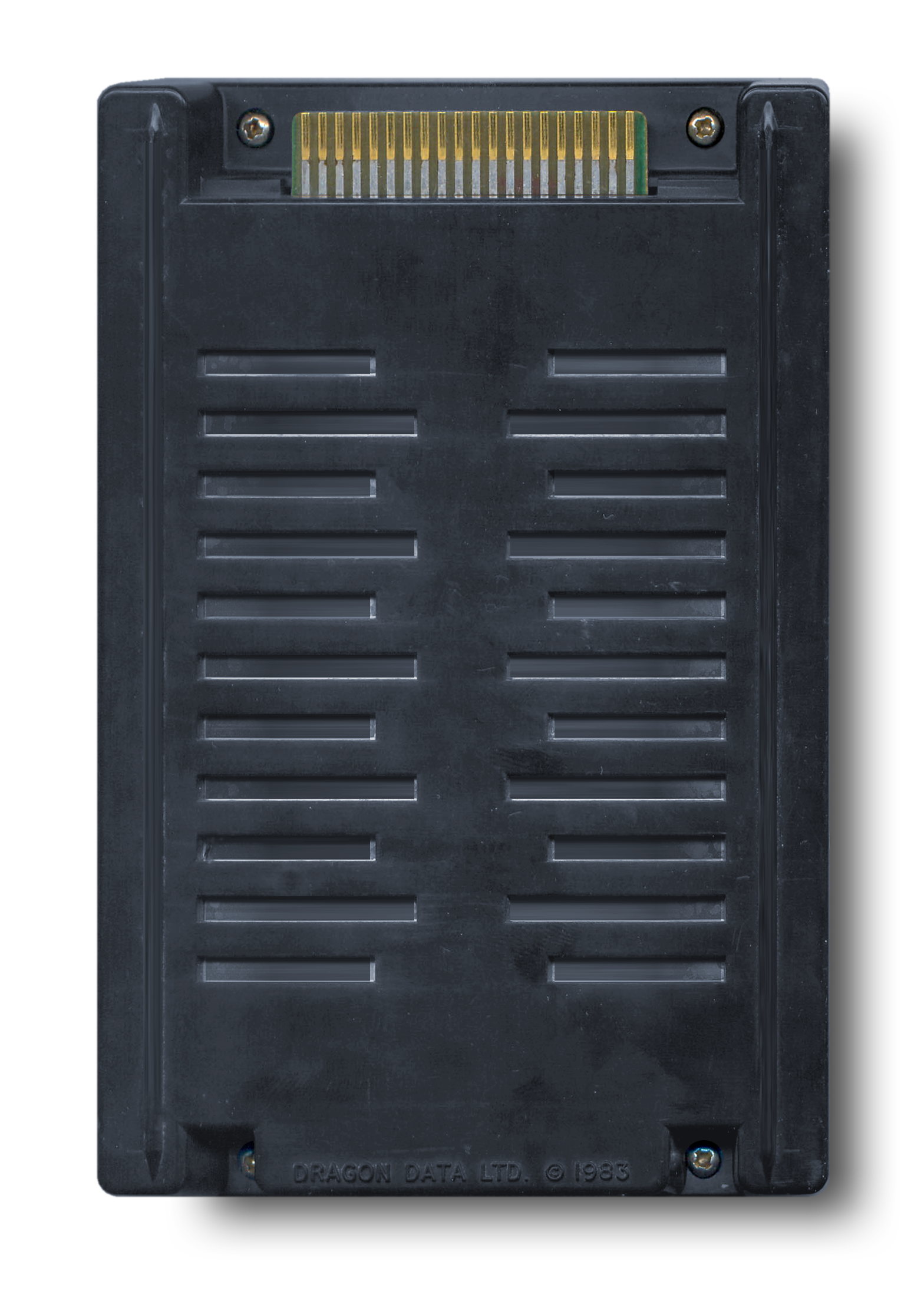
Gehäuserückseite
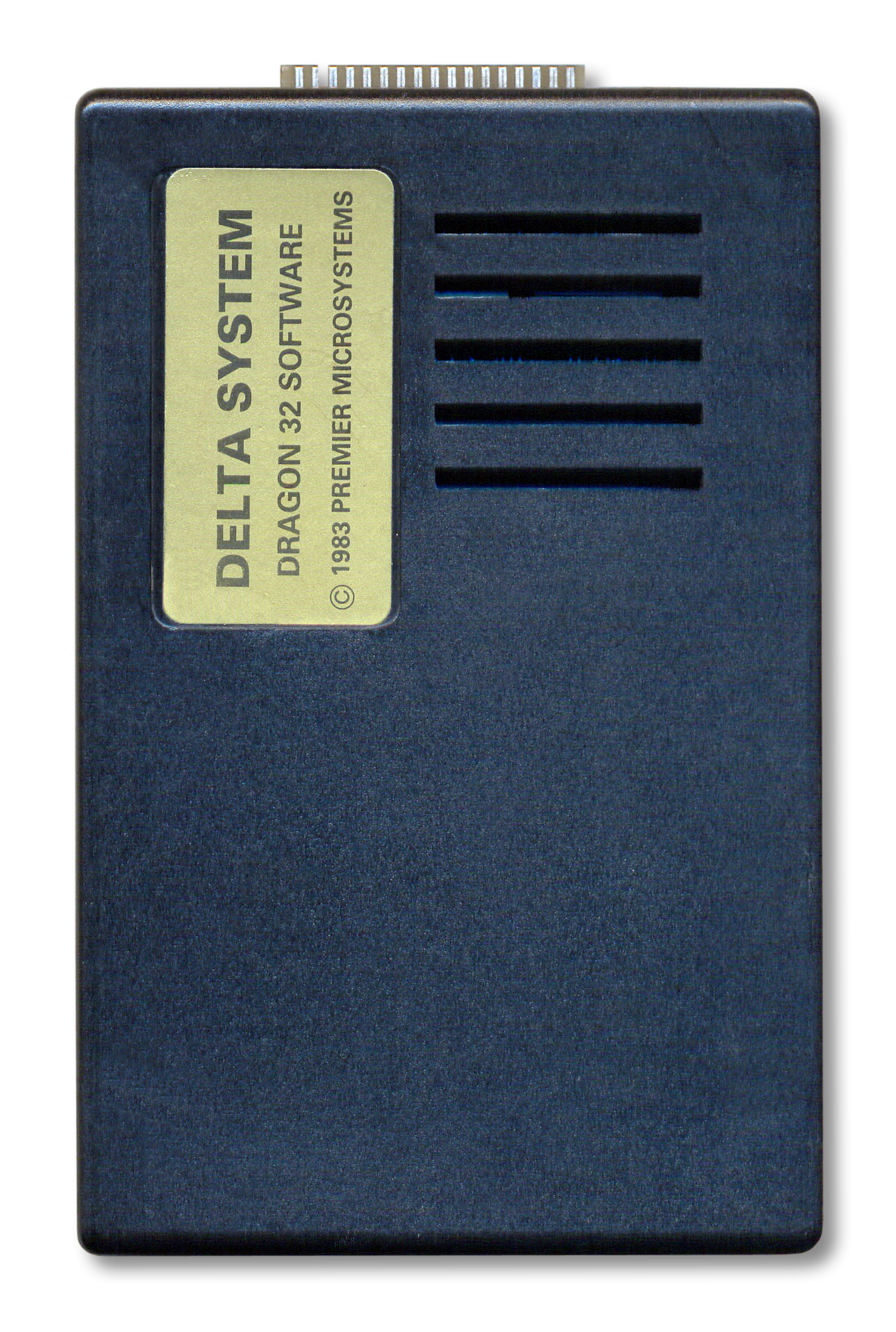
Delta-Disketteninterface zum Einstecken am Expansionsport
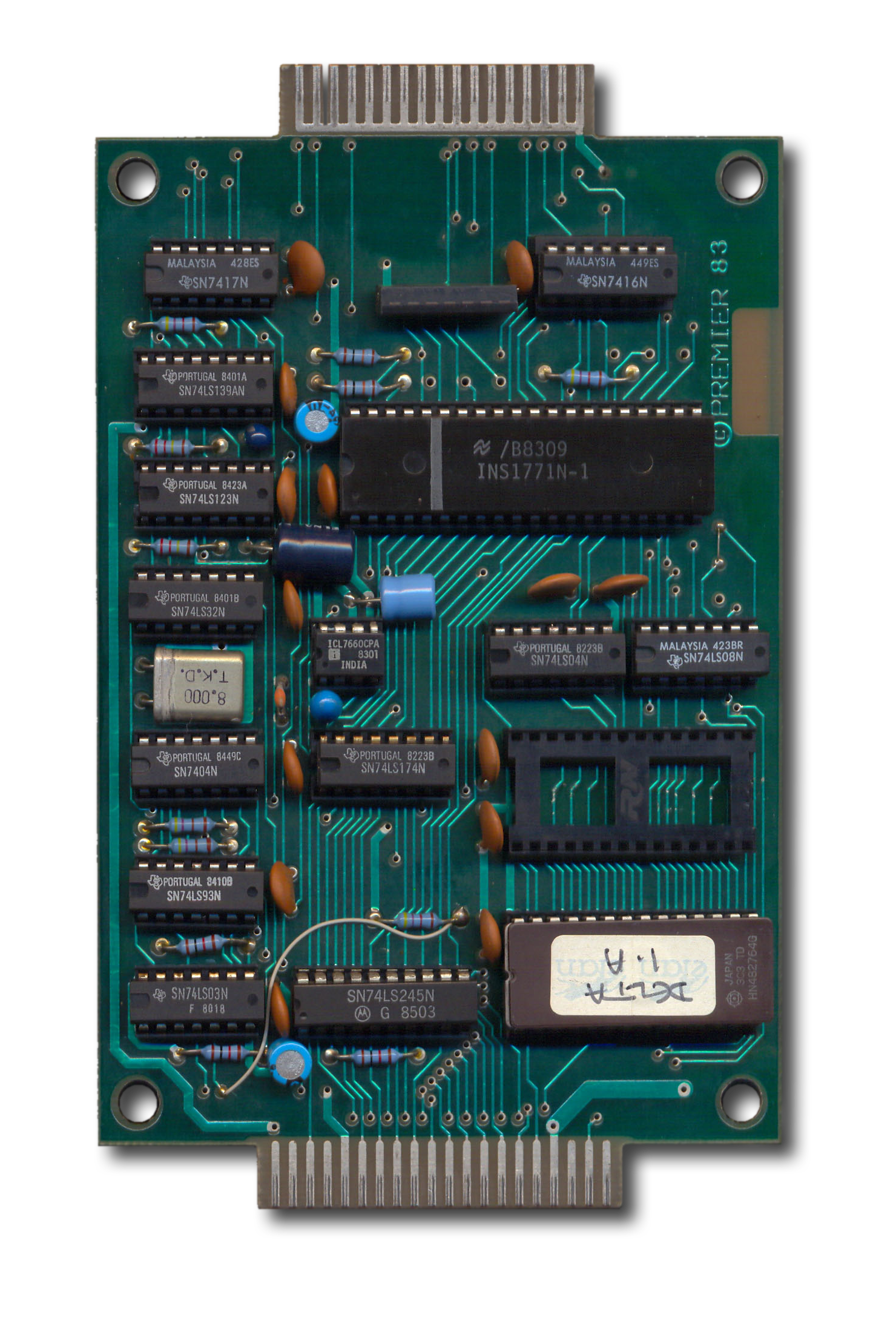
Platine mit Diskettencontroller, Software-ROM und Ansteuerungselektronik. Der freie ROM-Sockel kann mit zusätzlicher Software wie dem Assembler Encoder09 bestückt werden.
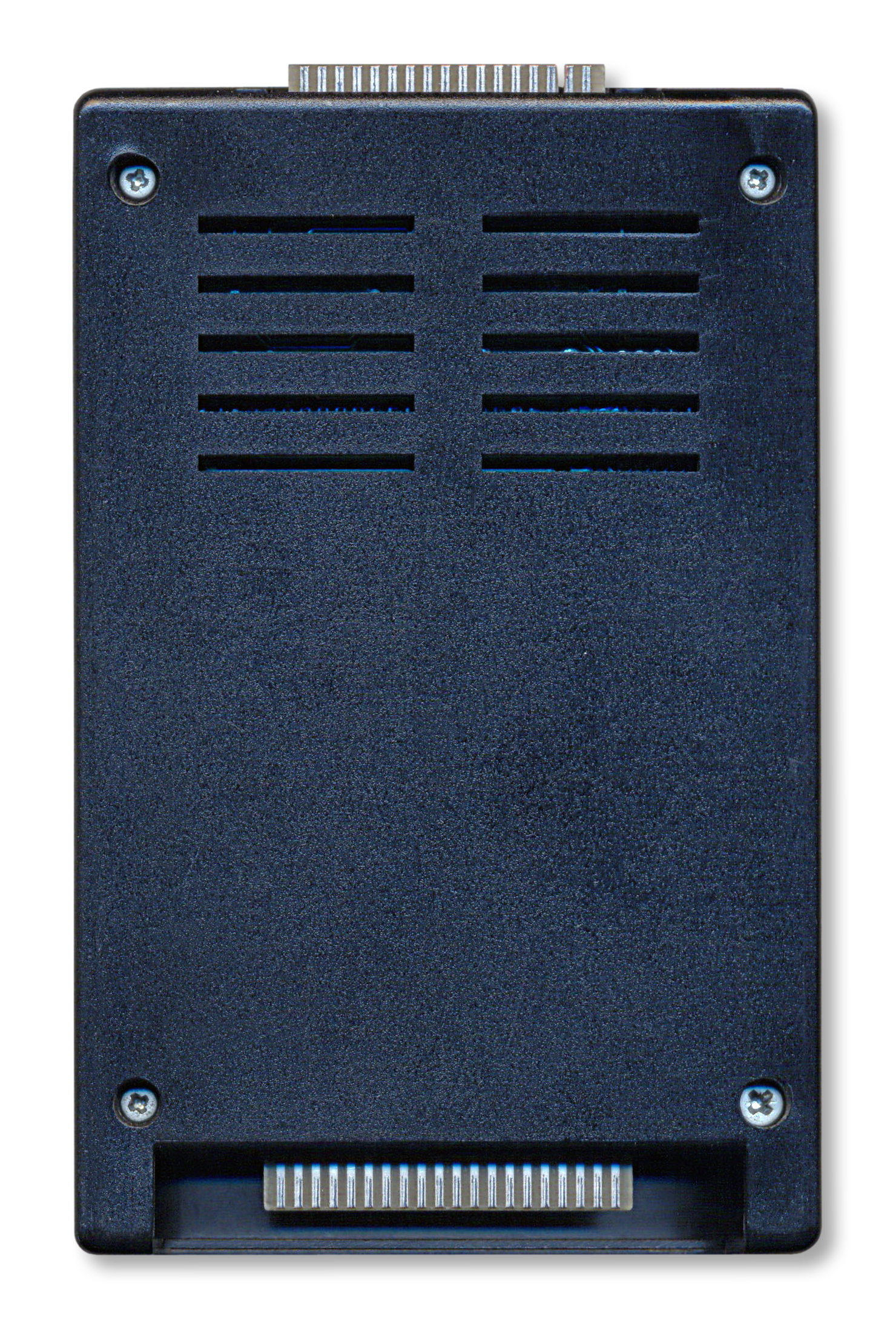
Gehäuserückseite

#### OS-9 und FLEX

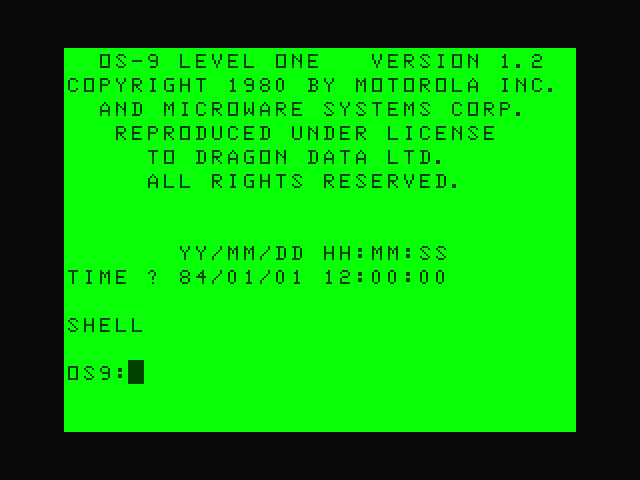
Einschaltmeldung OS-9

Kurz nach dem Markteintritt des Dragon 64 veröffentlichte Dragon Data Ltd. 1983 das von Microware Systems Corporation lizenzierte UNIX-nahe Betriebssystem OS-9. Zu dessen Gebrauch wird mindestens ein Dragon-Computer mit 64 KB Arbeitsspeicher und das Dragon-Diskettenlaufwerk nebst Dragon DOS benötigt, wobei das Dragon DOS lediglich zum Laden der OS-9-Diskette dient und danach abgeschaltet wird. Mithilfe von OS-9 war es erstmals möglich, mehrere Programme simultan auf den Dragon-Computern auszuführen („Multitasking“). Damit konnte beispielsweise die Ansteuerung eines Druckers („Spooling“ als Hintergrundprozess) und die Eingabe neuer Daten in ein Textverarbeitungsprogramm (als Vordergrundprozess) gleichzeitig erfolgen. Zusammen mit der Netzwerkfähigkeit („Multiuser“) und durch die Verfügbarkeit von nahezu 64 KB Arbeitsspeicher war die Effizienzsteigerung bei der Computerarbeit beträchtlich. Zusätzlich wurde die Bildschirmdarstellung um Kleinschreibung und diverse Grafikzeichen erweitert, was für die Benutzerfreundlichkeit ebenso von großem Vorteil war. Damit und durch eine umfangreiche Programmbibliothek hoffte Dragon Data Ltd. weitere Märkte, vor allem im professionellen Geschäftsumfeld, erschließen zu können.
Der Drittanbieter Compusense Ltd. stellte 1984 seine in direkter Konkurrenz zu OS-9 stehende Dragon-Adaption des bereits 1977 in den USA entwickelten Betriebssystems FLEX vor. Das auf Diskette befindliche Programmpaket enthält neben dem Diskettenbetriebssystem, kleineren Hilfsprogrammen und Treibern für verschiedene Drucker auch einen leistungsstarken Makroassembler, der anfänglich für viele Dragon-Benutzer den eigentlichen Grund zum Erwerb von FLEX darstellte. Bei Erscheinen war eine Fülle weiterer Programme beispielsweise zum gemeinsamen Betrieb von FLEX mit dem Extended BASIC der Dragon-Computer sowie Textverarbeitungen und Datenbankanwendungen erhältlich. Durch die Einsteigerfreundlichkeit, die umfangreichen Dokumentationen, die dem 6809-Prozessor besser angepasste Software-Architektur, die Unterstützung von Computerterminals via RS-232-Schnittstelle und nicht zuletzt durch das umfangreiche Programmangebot gab Eurohard S.A. als Nachfolger von Dragon Data Ltd. alsbald FLEX als neuem offiziellen Betriebssystem für Dragon-Computer den Vorzug und stellte seine Unterstützung für OS-9 daraufhin ein.

### Programmiersprachen und Anwendungsprogramme
Aufbauend auf der Systemsoftware kam dem benutzerspezifischen Einsatz der Dragon-Computer in unterschiedlichsten Anwendungsgebieten große Bedeutung zu. War dabei die Bearbeitung einer Aufgabenstellung mit z. B. käuflich zu erwerbenden Programmen aus technischen oder wirtschaftlichen Gründen nicht möglich oder sollte beispielsweise neuartige Unterhaltungssoftware produziert werden, so musste dies mithilfe von entsprechenden Programmiersprachen in Eigenregie geschehen.

#### Assemblersprache

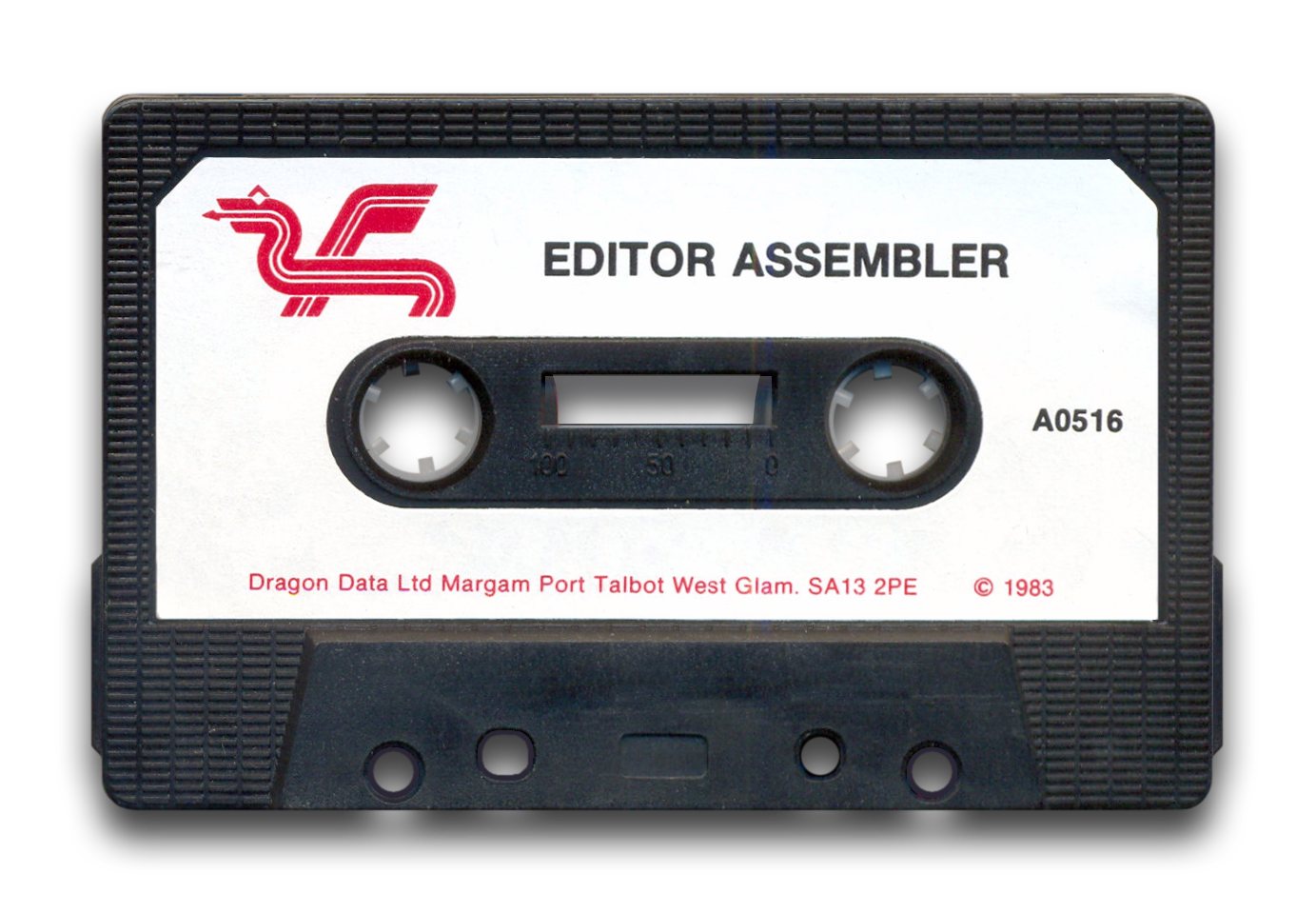
Das Editor-Assembler-Programmpaket von Dragon Data Ltd. als Kassettenversion

Die Erstellung zeitkritischer Actionspiele und Anwendungen in der Regelungstechnik erforderten Anfang der 1980er-Jahre eine optimale Nutzung der Hardware insbesondere des Arbeitsspeichers. Im Heimcomputerbereich war dies ausschließlich durch die Verwendung von Assemblersprache mit entsprechenden Übersetzerprogrammen, den Assemblern, möglich. Die Auslieferung von Assemblern erfolgte in vielen Fällen mit einem zugehörigen Editor zur Eingabe der Programmanweisungen („Sourcecode“), häufig auch als Programmpaket mit Debugger und Disassembler zur Fehleranalyse. Im professionellen Entwicklerumfeld kamen vielfach Cross-Assembler zum Einsatz. Damit war es möglich, ausführbare Programme für Heimcomputer auf leistungsfähigeren und komfortabler zu bedienenden Fremdcomputerplattformen zu erzeugen. Beispielsweise erfolgte die Entwicklung des Dragon-BIOS auf einem PDP-11-Computer von DEC.
Zu den am weitesten verbreiteten 6809-Assemblern für die Dragon-Computer zählen Editor/Assembler (Dragon Data Ltd, 1983), Dream Assembler (Dragon Data Ltd, 1983, 1984 als Alldream Assembler neu aufgelegt), Encoder09 (Premier Microsystems Ltd., 1983, auch als Aufrüst-ROM-Baustein für das Delta-DOS-Interface erhältlich), DASM (Compusense Ltd., 1983, Inline-Assembler zum Gebrauch mit Extended BASIC), MACE (Windrush Micro Systems Ltd., 1983, auch Auslieferung als Steckmodul mit kombiniertem EPROM-Brenner) und der Editor Assembler von Alligata Software.
Programmiereinsteiger bevorzugten in vielen Fällen die übersichtlichen und einfach zu bedienenden, dafür aber weniger leistungsfähigen Programmier-Hochsprachen.

#### Interpreter-Hochsprachen
Das zusammen mit den Dragon-Computern ausgelieferte und leicht zu erlernende Extended Microsoft BASIC ermöglicht durch seinen äußerst leistungsfähigen Befehlssatz und die verfügbaren 32 KB Arbeitsspeicher eine einfache Programmierung selbst schwieriger Probleme. Nachteilig auf die Einsetzbarkeit wirkten sich die in der Natur des Interpreters liegenden prinzipiellen Beschränkungen wie etwa die geringe Ausführungsgeschwindigkeit und der große Arbeitsspeicherbedarf aus. Erwähnenswert ist die Inkompatibilität des im Dragon verbauten Extended Microsoft BASIC mit dem der ansonsten weitestgehend softwarekompatiblen Tandy Color Computer, so dass BASIC-Programmtexte beider Systeme nicht ohne Weiteres untereinander austauschbar sind.
Dem Extended Microsoft BASIC stand mit Dragon-Logo eine weitere, leicht erlernbare Interpretersprache zur Seite.

#### Compiler-Hochsprachen
Als Mittelweg zwischen Interpreter-Hochsprache (langsam in der Ausführung, aber gut lesbare Sourcecodes und einfache Fehleranalyse) und Assemblersprache (schwer zu erlernen und umständlich zu handhaben, aber Anfang der 1980er-Jahre alternativlos zur Erzeugung schneller und speichereffizienter Programme) etablierten sich auch im Heimcomputerbereich im Laufe der 1980er-Jahre die Compiler-Hochsprachen. Die Ausführungsgeschwindigkeit der damit erzeugten Maschinenprogramme war im Vergleich zu interpretierten Programmen wie beim eingebauten Extended Microsoft BASIC sehr viel größer, reichte aber nicht ganz an die von Assemblern erzielte heran. Die Geschwindigkeitsnachteile gegenüber assemblierten Programmen wurden jedoch vielfach zugunsten eines leichter zu wartenden Sourcecodes in Kauf genommen.
Mit Einführung des Dragon 64 und der Diskettenbetriebssysteme OS-9 und FLEX stand dem Anwender ein großes Angebot von Compilersprachen wie Pascal, COBOL, Forth, Fortran und C zur Verfügung.

#### Anwendungen

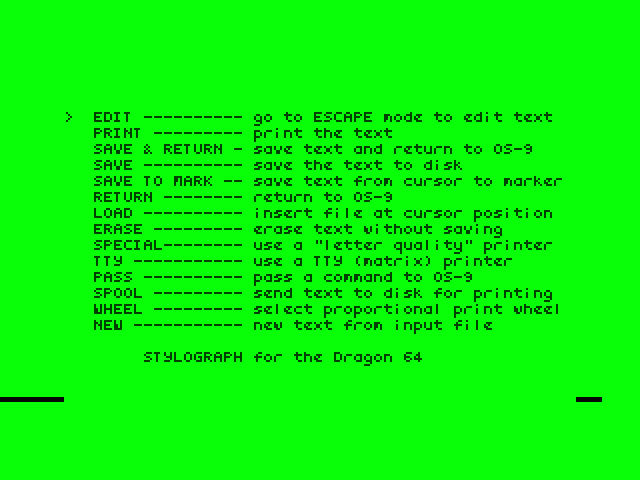
Einschaltmeldung der Textverarbeitungssoftware Stylograph

Die Programmpalette für die Dragon-Computer umfasste neben den Programmiersprachen zum Erstellen eigener Applikationen auch eine große Auswahl an vorgefertigter kommerzieller Anwendungssoftware. Sie deckte verschiedenste Themenbereiche wie Textverarbeitung (u. a. Editext, Telewriter, Rainbow Writer, Edit+, Stylograph), Tabellenkalkulation (u. a. Dynacalc), Datenbanksysteme (u. a. RMS) und Bildbearbeitung (Picture Writer) ab. Zusätzlich existierte eine Vielzahl an Programmen zum Kopieren von Datenträgern, Ansteuern von Peripherie oder zum Einsatz in sehr speziellen Gebieten wie beispielsweise zur Prozessverwaltung in der Landwirtschaft (FarmFax).

### Spiele
Den mit Abstand größten Teil der sowohl kommerziellen als auch frei erhältlichen Dragon-Software stellen die Spiele dar. Am beliebtesten waren in erster Linie Action-Spiele wie Chuckie Egg (1983, A&F Software), Donkey King (1983, Microdeal), Jet Set Willy (1985, Software Projects) und Airball (1989, Microdeal).
Zu den bekanntesten Herstellern von Dragon-Spielen zählte neben Dragon Data Ltd. das in Großbritannien ansässige Unternehmen Microdeal. Zwischen 1982 und 1988 brachte allein Microdeal etwa 200 verschiedene Spiele unterschiedlicher Qualität in den Handel, wobei es sich bei einem nicht geringen Teil davon um detailgetreue Nachahmungen bekannter Arcade-Vorbilder handelt. Zur Vorbeugung von absehbaren Streitigkeiten mit den Rechteinhabern wurden diese Titel häufig unter einem dem Original ähnelnden Namen angeboten: Donkey Kong wurde zu Donkey King (wegen drohender Klagen später abgeändert in The King), Galaga wurde zu Galagon, Scramble wurde zu Skramble usw. Weitere Bekanntheit erlangte Microdeal durch sein Maskottchen „Cuthbert“, dem eine Reihe von beliebten, aber ebenfalls häufig anderen Bestsellern nachgeahmten Jump-’n’-Run-Spielen gewidmet sind. Der Vertrieb von Cuthbert in the Jungle beispielsweise musste wegen allzu auffälliger Ähnlichkeit mit Pitfall II! auf Betreiben Activisions eingestellt werden.
Insgesamt über einhundert verschiedene Hersteller trugen neben den unzähligen Publikationen in Zeitschriften ihren Anteil an der umfangreichen Spielepalette für die Dragon-Computer bei. Abgesehen von den von Dragon Data Ltd. produzierten Steckmodultiteln wurden kommerzielle Dragon-Spiele meist auf Kompaktkassette mit mehr oder weniger wirksamen Kopierschutzmechanismen ausgeliefert.

## Zeitschriften
In den 1980er-Jahren spielten neben den Fachbüchern die Computerzeitschriften für viele Heimcomputerbesitzer eine große Rolle. Die häufig monatlich erschienenen Ausgaben enthielten Testberichte zu Neuheiten, Programmieranleitungen und Software zum Abtippen. Sie dienten weiterhin als Werbe- und Informationsplattform sowie zur Kontaktaufnahme mit Gleichgesinnten. Zu den bekanntesten in Westdeutschland erschienenen Zeitschriften zählen Happy Computer, ASM – Aktueller Software Markt, Computer Kontakt, Computronic (Roeske-Verlag, später Tronic-Verlag) und Mein Home-Computer (Vogel-Verlag).
Für die Dragon-Benutzer in Großbritannien waren seit 1983 verschiedene, speziell auf ihre Bedürfnisse zugeschnittene Publikationen erhältlich. Zu den bekanntesten zählen das ab 1983 von Dragon Data Ltd. an registrierte Dragon-Besitzer verschickte Magazin Stop Press und dessen Nachfolger Dragon World. Im Mai 1983 kam das bei Sunshine Books in großer Auflage verlegte unabhängige und sehr beliebte Dragon User Magazin an die Kioske; sein Erscheinen wurde erst im Januar 1989 eingestellt. Ab 1985 waren für einige Zeit auch spanischsprachige Zeitschriften wie Dragon Software und Video Dragon erhältlich. Neben den Kioskzeitschriften erschien im Laufe der Zeit eine Unmenge weiterer lokaler Clubzeitschriften („Fanzines“) in begrenzter Auflage.

## Emulation
Nach dem Ende der Heimcomputer-Ära Anfang der 1990er-Jahre und mit dem Aufkommen leistungsfähiger und erschwinglicher Rechentechnik Ende der 1990er-Jahre wurden von engagierten Enthusiasten verstärkt Programme zum Emulieren von Heimcomputern und deren Peripherie entwickelt. Zum Spielen alter Klassiker verschiedenster Heimcomputersysteme reicht mithilfe der Emulatoren ein einzelnes modernes System mit Datenabbildern („Images“) der entsprechenden Heimcomputerprogramme. Das Aufkommen der Emulatoren setzte damit u. a. ein verstärktes Transferieren von sonst möglicherweise verlorengegangener Software auf moderne Speichermedien in Gang, womit ein wichtiger Beitrag zur Bewahrung digitaler Kultur geleistet wird.
Als leistungsfähigster Emulator der Dragon-Computer gilt XRoar, der für verschiedene Computer- und Videokonsolenplattformen erhältlich ist. Aufgrund der technischen Nähe der Dragon-Geräte zu den Modellen des Tandy Color Computers wird deren Emulation ebenfalls durch XRoar abgedeckt. Weitere Emulatoren sind die für verschiedene Systeme erhältlichen DREaM, MESS, T3 und PCDragon II.

## Rezeption

### Zeitgenössisch
Bei Erscheinen des Dragon 32 fielen die Beurteilungen der Fachpresse großteils positiv aus. Hervorgehoben auf Hardwareseite wurden insbesondere die im Vergleich zu den direkten Konkurrenten Tandy Color Computer und Sinclair ZX Spectrum komfortablere Schreibmaschinentastatur mit Leertaste und der für damalige Verhältnisse mit 32 KB großzügig bemessene Arbeitsspeicher. Ebenso konnten der leistungsfähige Mikroprozessor, die ab Werk verbaute Centronics-Schnittstelle und die analogen Joystickports die Kritiker überzeugen. Auf der Softwareseite fand das eingebaute Extended Microsoft BASIC mit seinem großen Befehlsumfang und umfangreichen Grafikmöglichkeiten vielfach großen Anklang. Getrübt wurde der positive Gesamteindruck hauptsächlich durch die als überarbeitungsbedürftig eingestufte Anleitung, augenunfreundliche Bildschirmfarben, eingeschränkte Texteditorfähigkeiten und den im Wettbewerberfeld höchsten Verkaufspreis. Trotzdem war es im Heimcomputersegment der Dragon 32, dem häufig die höchsten Bewertungen zuteilwurden und dem damit vielfach Kaufempfehlungen insbesondere für Programmiereinsteiger und Hobby-Benutzer ausgesprochen wurden. Begründet wurde dies nicht zuletzt durch das gegenüber den direkten Konkurrenten Tandy Color Computer und Sinclair ZX Spectrum bessere Preis-Leistungs-Verhältnis sowie die gute Vermarktung seitens Dragon Data, die Lieferengpässe, wie sie etwa beim Commodore VC 20 oder Sinclair ZX Spectrum auftraten, vermeiden konnte.
Der Dragon 64 stieß dagegen auf etwas weniger Gegenliebe, zumal bei der Markteinführung das Mitbewerberfeld bereits angewachsen war und mit dem Commodore 64 zudem an Qualität gewonnen hatte. Neben geringfügigen Softwareinkompatibilitäten zum Vorgängermodell war hauptsächlich das Gesamtkonzept als bloßer erweiterter Dragon 32 Gegenstand der Kritik, obgleich der Computer dennoch als zeitgemäß und wettbewerbstauglich eingeordnet wurde. Neben dem günstigen Preis als ursächlich dafür sah man das überarbeitete BASIC, behobene Tastaturprobleme, diverse Hardwareerweiterungen (z. B. RS-232-Schnittstelle) und vor allem das Betriebssystem OS-9, das den Computer für den Betrieb im Geschäftsumfeld und für Unix-Einsteiger, jedoch weniger für den Heimanwender interessant machte.
Trotz des bereits 1985 beginnenden Niedergangs erfreuten sich die Dragon-Computer aufgrund ihrer robusten Verarbeitung, des für Modifikationen gut geeigneten großen Gehäuses und nicht zuletzt wegen der leichten Portierbarkeit der Programme des Tandy Color Computer als günstiges Einsteigermodell in Europa großer Beliebtheit, wobei 1985 die Verkaufszahlen insgesamt speziell in Deutschland deutlich hinter denen der Marktführer Commodore 64 (ca. 60 Prozent Marktanteil) und Atari 800XL sowie Sinclair ZX Spectrum lagen.

### Retrospektiv

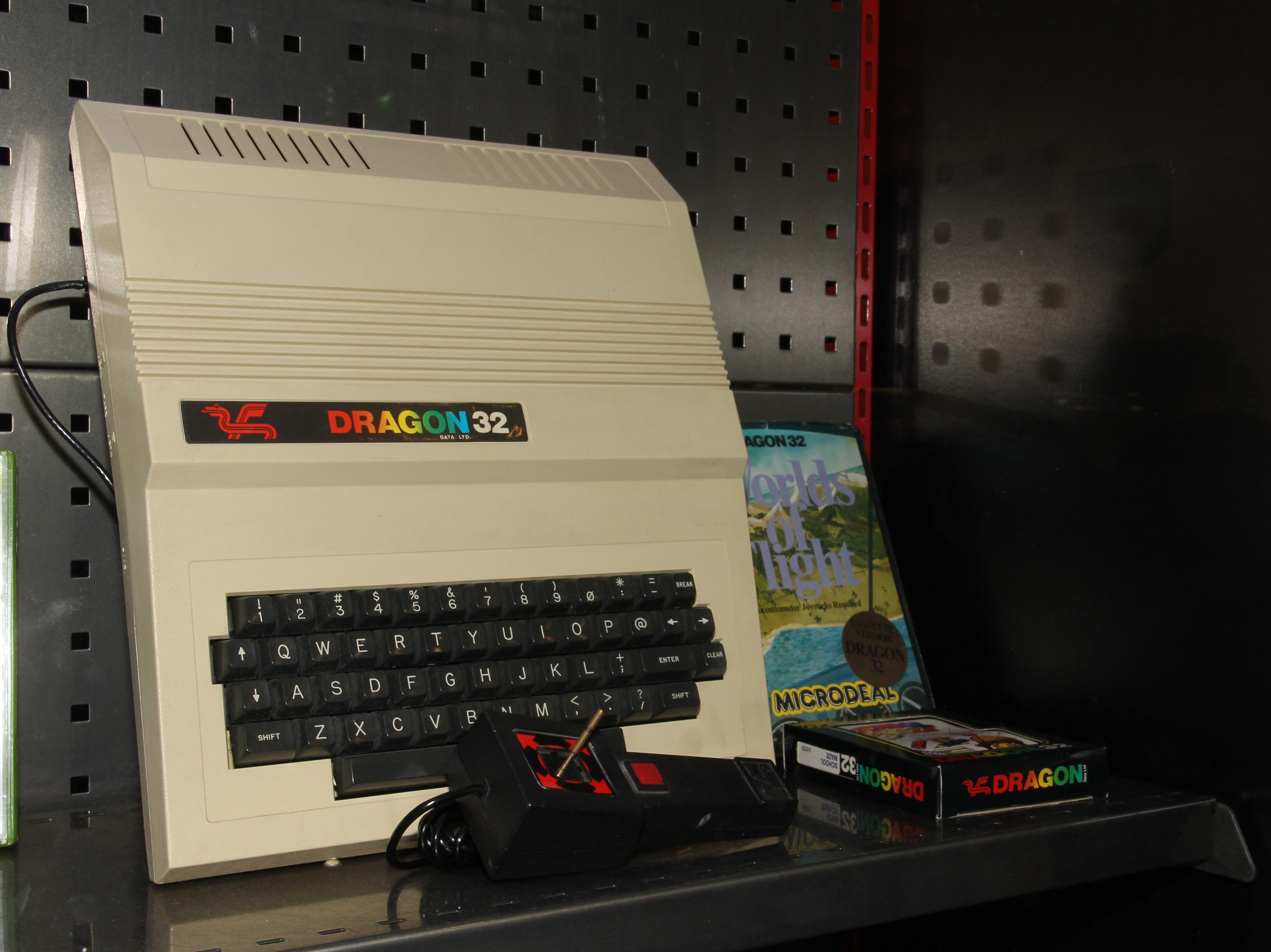
Der Dragon 32 mit Zubehör als ständiges Ausstellungsstück im Computer and Game Console Museum Helsinki.

Der Dragon 32 und Dragon 64 erfährt mittlerweile wieder verstärkte Wahrnehmung im Internet, in Zeitschriften und Büchern. Der Dragon 32 wird dabei mehrheitlich als Klon des Tandy Color Computers eingeordnet, dem seine gleichsam leistungsfähige wie exotische 6809-Systemarchitektur durch fehlende Softwareunterstützung in Europa mit zum Verhängnis werden sollte. Differenziertere Charakterisierungen  im Rahmen der Konkurrenzsituation des Jahres 1982 reichen von „Ausgezeichnetes Allzweckgerät für verschiedenste Nutzergruppen“ über „leistungsfähigstes Gerät seiner Preisklasse“ bis hin zu Bezeichnungen wie „Gerät mit revolutionärem Design“.
Neben der im Vergleich zu anderen Systemen als spärlich angesehenen Softwareversorgung gibt auch die wechselvolle Geschichte des Herstellers Dragon Data Ltd. Anlass zu Spekulationen über die Ursache für das rasche Verschwinden der Dragon-Computer vom Heimcomputermarkt. Die innerhalb nur kurzer Zeit erreichte Marktdominanz im hart umkämpften Heimcomputermarkt Großbritanniens gehörte bereits ein Jahr später der Vergangenheit an. Dieser Übergang hin zu einem Nischendasein wird dabei von vielen Autoren im Wesentlichen auf wirtschaftliche Fehleinschätzungen und -entscheidungen der wechselnden Unternehmensleitungen von Dragon Data Ltd. zurückgeführt. Insbesondere das Unterschätzen der Schnelllebigkeit des Heimcomputermarktes und der damit verbundenen kurzen Produktzyklen habe 1983 zu einer massiven und verlustreichen Überproduktion im Zeitalter schnell veraltender Hardware geführt. Neue und nachgefragte Erweiterungen seien nur zögerlich oder gar nicht zur Marktreife gebracht worden. Ein attraktives und die Benutzer ansprechendes Nachfolgemodell für den Dragon 32 habe nicht verwirklicht werden können, stattdessen sei ein lediglich aufgerüsteter Dragon 32 in Form des Dragon 64 erschienen. Dazu kämen handwerkliche kaufmännische Fehler in der Vertriebspraxis, die beträchtliche Differenzen zwischen vorbestellter und tatsächlich abgenommener Ware seitens der Großvertreiber nie thematisierten und so ebenfalls Überproduktionen und damit Verluste nach sich zogen. Wären wenigstens die zur massiven Überproduktion führenden Fehler erkannt und frühzeitig abgestellt worden, so hätte das Unternehmen Dragon Data Ltd. nach Ansicht des Wirtschaftswissenschaftlers David Clutterbuck gerettet werden können. Mitunter fließen auch allgemeine Entwicklungen der Heimcomputerbranche wie der Video Game Crash ab Ende 1983 in den USA und seine starken Auswirkungen auch auf Europa in die Überlegungen zum Verschwinden der Dragon-Computer vom Heimcomputermarkt ein.